# فیزیک تجربی

نمایشی از حرکت تقدیمی آونگ فوکو. این آونگ در سال ۱۸۵۱ به عنوان آزمایش برای اثبات چرخش زمین طراحی شد. چرخش زمین از مدت‌ها قبل روشن بود، اما این آونگ اولین آزمایش برای مشاهدهٔ مستقیم و سادهٔ چرخش زمین بود.

در دانش فیزیک، فیزیک تجربی (یا فیزیک آزمایشگاهی) مجموعه‌ای از رشته‌ها و زمینه هاست که موضوع آن‌ها مشاهده پدیده‌های فیزیکی برای جمع‌آوری داده در مورد جهان است. روش‌ها از زمینه‌ای به زمینهٔ دیگر متفاوت هستند و شامل مشاهده‌های ساده‌ای مانند آزمایش کاوندیش تا آزمایش‌های پیچیده‌تر و بزرگ‌تری مانند برخورددهنده هادرونی بزرگ می‌شوند.

## نگاه کلی
فیزیک آزمایشگاهی شامل همهٔ قسمت‌هایی از فیزیک که با جمع‌آوری داده‌ها، روش‌های جمع‌آوری داده‌ها و تعریف و انجام آزمایش‌ها (فراتر از آزمایش‌های ذهنی) سر وکار دارند می‌شود. در برابر فیزیک آزمایشگاهی، فیزیک نظری قرار دارد که موضوع آن شرح پدیده‌های مشاهده شده و نیز پیش‌بینی پدیده‌های جدید بر اساس داده‌های به دست آمده از آزمایش‌ها و مدل‌های ریاضی است.
با وجود اینکه فیزیک آزمایشگاهی و فیزیک نظری با جنبه‌های متفاوتی از بررسی طبیعت سروکار دارند، هدف نهایی هر دو درک طبیعت است و به نوعی یک رابطه هم زیستی بین آن دو وجود دارد. فیزیک آزمایشگاهی اطلاعاتی از جهان به دست می‌دهد که می‌توانند کاویده شوند و فیزیک نظری این نتیجه‌ها را توضیح می‌دهد و مشخص می‌کند که چگونه می‌توان آزمایش‌های دیگری طراحی کرد و نتایج بیشتری به دست آورد. به بیان دیگر فیزیک نظری می‌تواند با بررسی داده‌های کنونی، آزمایش‌های مورد نیاز برای درک مسائل حل نشده را بیان کند.

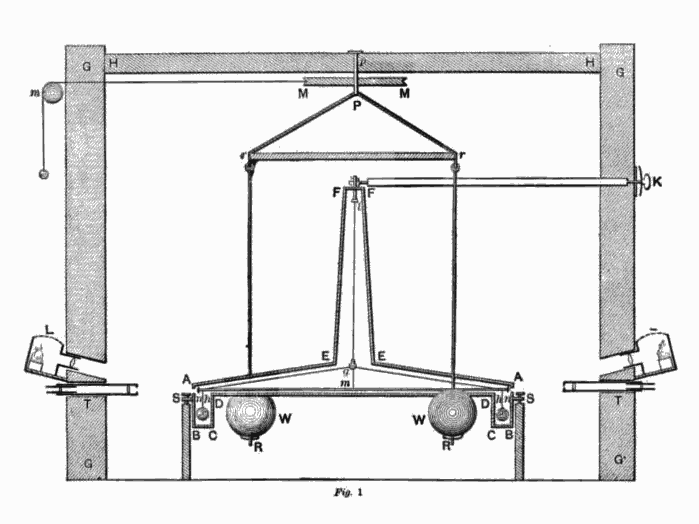
نمایشی از ترازوی پیچشی کاوندیش در آزمایش مشهور او برای تعیین رابطهٔ نیروی جاذبه گرانشی بین دو جسم. این آزمایش اولین اندازه‌گیری ثابت جهانی گرانش،G، به حساب می‌آید.

## پیشینه
فیزیک آزمایشگاهی، به عنوان یک زمینهٔ مستقل، در اروپای جدید نخستین در طی انقلاب علمی و توسط کسانی چون گالیلئو گالیله، کریستیان هویگنس، یوهانس کپلر، بلز پاسکال و نیز آیزاک نیوتن پایه‌گذاری گردید. در اوایل قرن هفدهم، گالیله تلاش‌های زیادی برای اثبات نظریه‌ها از راه آزمایش می‌کرد، کاری که شالودهٔ روش علمی جدید است. گالیله چند نتیجه از آزمایش‌هایش در دینامیک را فرمول بندی کرد، از جمله قاعده لختی، که بعدها قانون سوم نیوتن را تشکیل داد. همچنین هویگنس از یک مشاهده از حرکت یک کشتی در یک آبراه، برای شرح اولیه‌ای از پایستگی تکانه استفاده کرد.
فیزیک تجربی با انتشار کتاب اصول ریاضی فلسفه طبیعی نیوتن به اوج خود رسید. در این کتاب، نیوتن دو نظریه مهم را مطرح و فرمول بندی کرد که هر دو در توافق با آزمایش‌ها بودند: قوانین حرکت نیوتن که اساس مکانیک کلاسیک را تشکیل می‌دهد و قانون جهانی گرانش نیوتون که نیروهی بنیادی گرانش را توصیف می‌کند. این نظریه‌ها به مدت بیش از ۲۰۰ سال و تا قبل از ظهور مکانیک کوانتومی و نسبیت عام اساس دانش فیزیک را تشکیل می‌دادند. این کتاب دارای مطالبی در مورد مکانیک شاره‌ها نیز بود.

## آزمایش‌های بزرگ کنونی

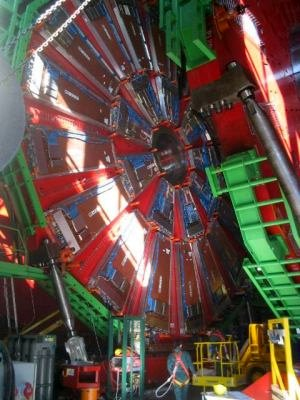
قسمتی از برخورددهنده هادرونی بزرگ در سرن

- برخورددهنده یون‌های سنگین نسبیتی (RHIC) واقع در آزمایشگاه ملی بروکهیون در آمریکا
- حلقه شتاب‌دهنده هادرون-الکترون واقع در هامبورگ، آلمان
- برخورددهنده هادرونی بزرگ در سرن که با یک سال و نیم تأخیر در سال ۲۰۱۰ راه اندازی شد.[۱]
- تلسکوپ فضایی جیمز وب، تلسکوپی که جایگزین تلسکوپ قدیمی هابل شد.[۲]

## روش
فیزیک آزمایشگاهی از دو روش عمده برای پژوهش بهره می‌گیرد، آزمایش طبیعی و آزمایش کنترل شده. به دلیل امکان کنترل محیط، در آزمایشگاه‌ها از آزمایش‌های کنترل شده و در زمینه‌هایی مانند اخترفیزیک که امکان اثرگذاری یا کنترل محیط وجود ندارد از آزمایش‌های طبیعی استفاده می‌کنند.

## آزمایش‌های مشهور
- آزمایش کاوندیش
- آونگ فوکو
- آزمایش قطره روغن
- آزمایش اشترن-گرلاخ

## روش‌های آزمایشگاهی
برخی از روش‌های آزمایشگاهی پرکاربرد عبارتند از:
- پردازش سیگنال
- طیف‌سنجی
- تداخل‌سنجی
- بلورشناسی (کریستالوگرافی)
- کالریمتری (Calorimetry)
- پراش اشعه ایکس ( X-ray Diffraction,XRD)
- اندازه گیری هال (Hall effect measurement)
- تفرق نور (Light scattering)
- کروماتوگرافی(Chromatography)
- آزمایش های کوانتومی(Quantum experiments )
- اندازه‌گیری‌های پرتوهای کیهانی (Cosmic Ray Detection)

## فیزیک‌پیشه‌های مشهور

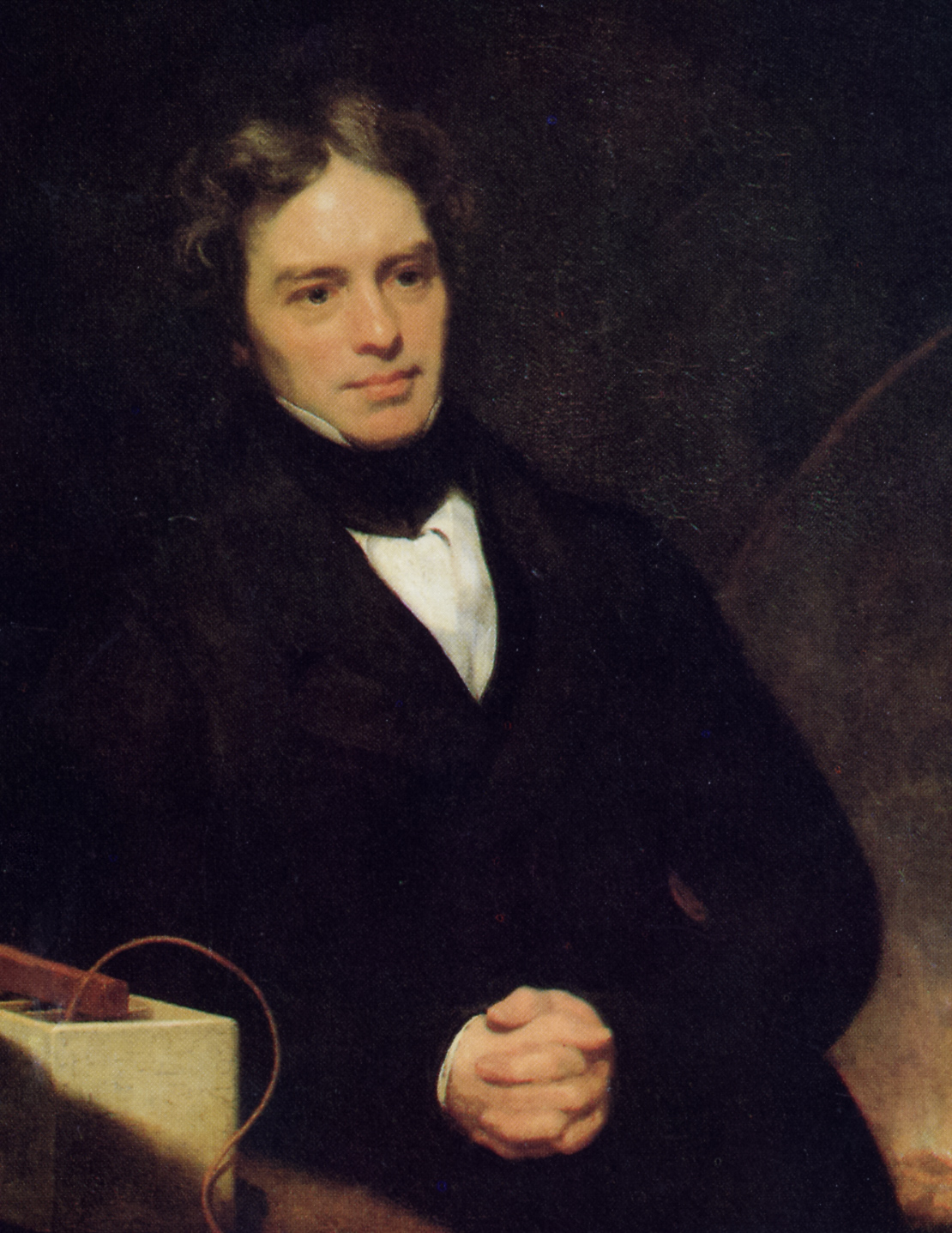
مایکل فارادی، یکی از بزرگترین فیزیکدان‌های تجربی. به خاطر بررسی‌های فوق‌العاده آزمایشگاهی پدیده‌های القای الکترومغناطیسی، یکی از معادلات ماکسول به نام او نام‌گذاری شده‌است.
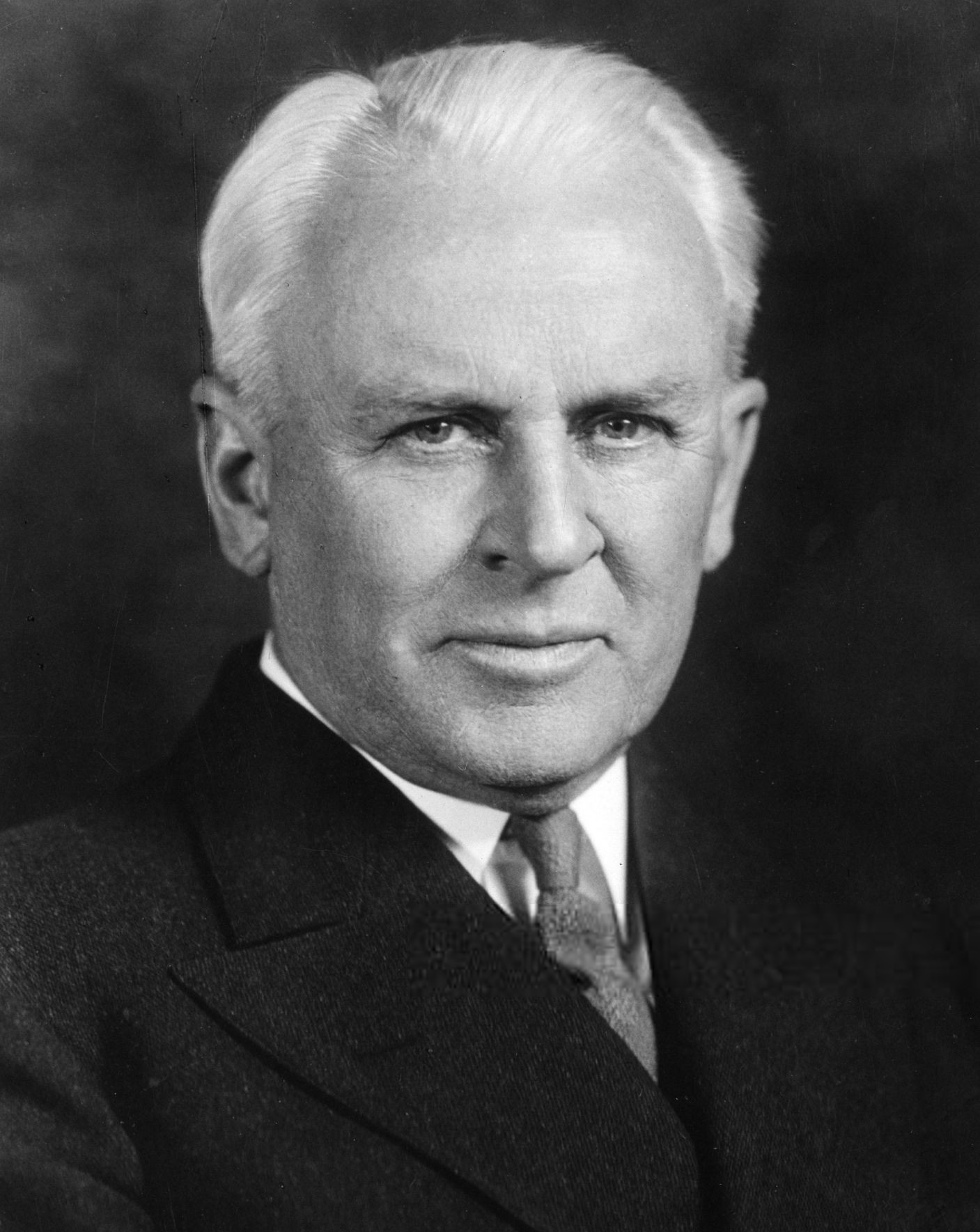
رابرت میلیکان، اولین بار کوانتیده بودن بار الکتریکی را دریافت و مقدار آن را اندازه‌گیری کرد.
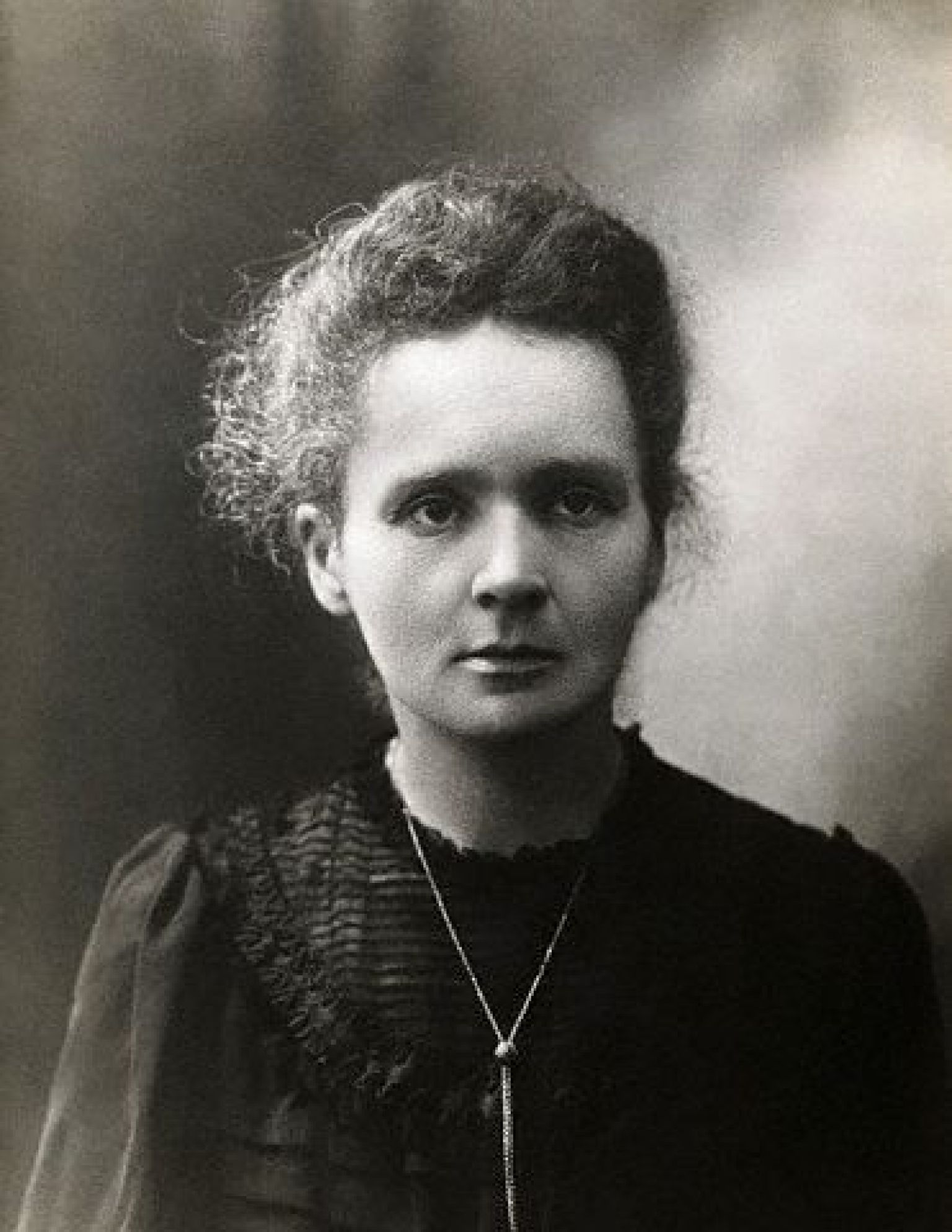
ماری کوری، برنده دو جایزه نوبل؛ در فیزیک و شیمی.
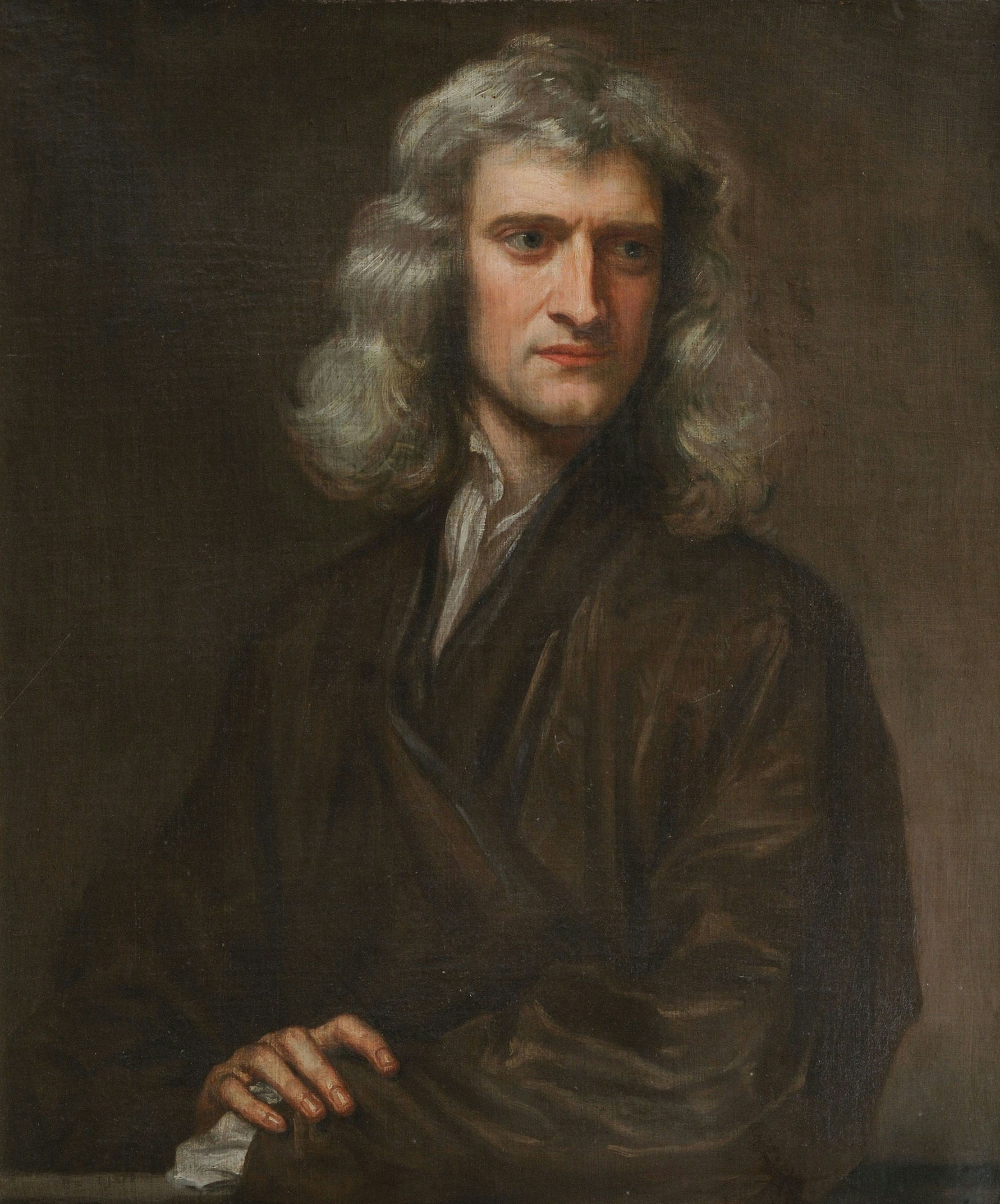
آیزاک نیوتن، ریاضی‌دان و فیزیک‌دانی که قوانین حرکت و گرانش جهانی را کشف کرد.
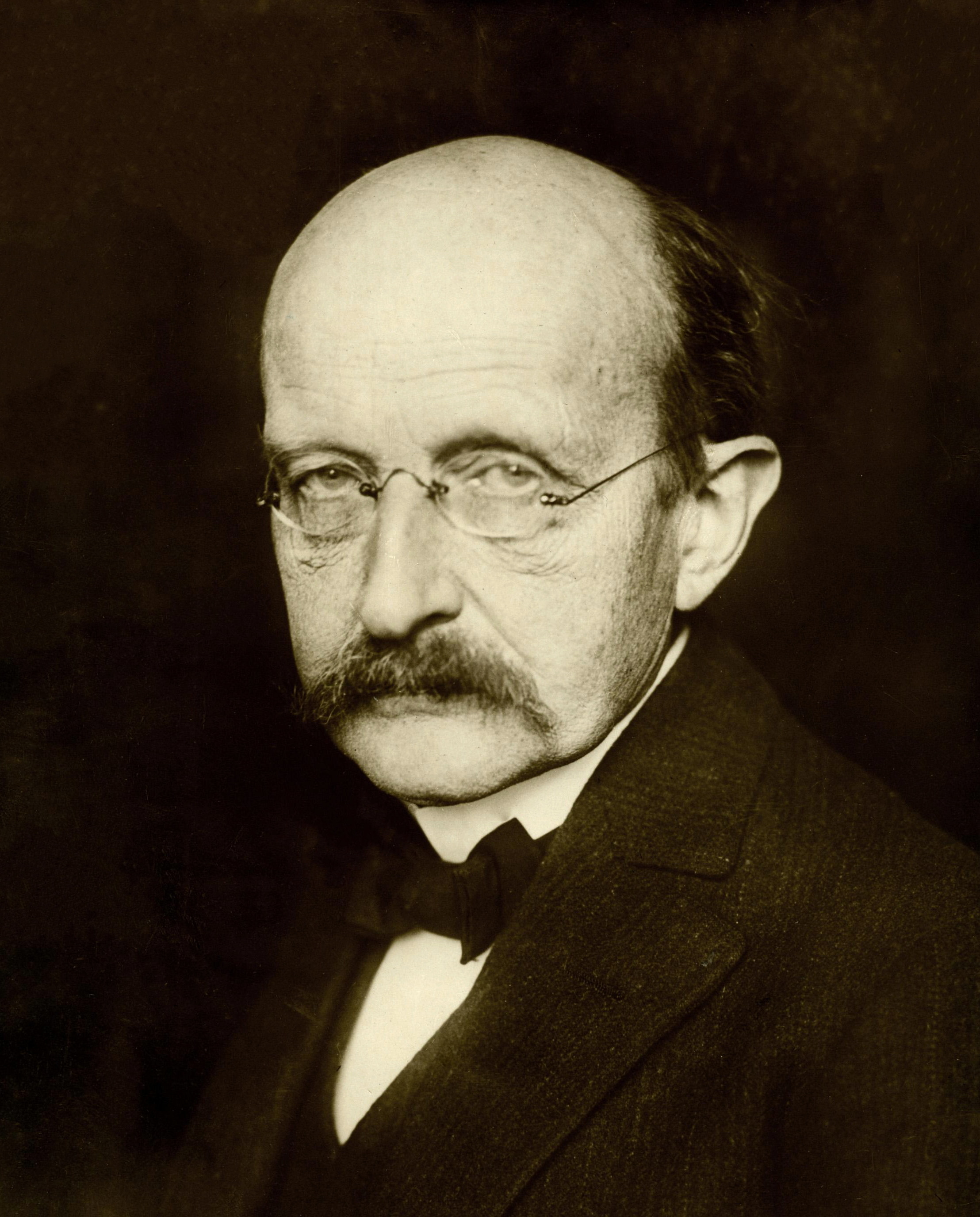
ماکس پلانک، پدر نظریهٔ کوانتوم که موفق به کشف ثابت پلانک در تابش جسم سیاه شد.
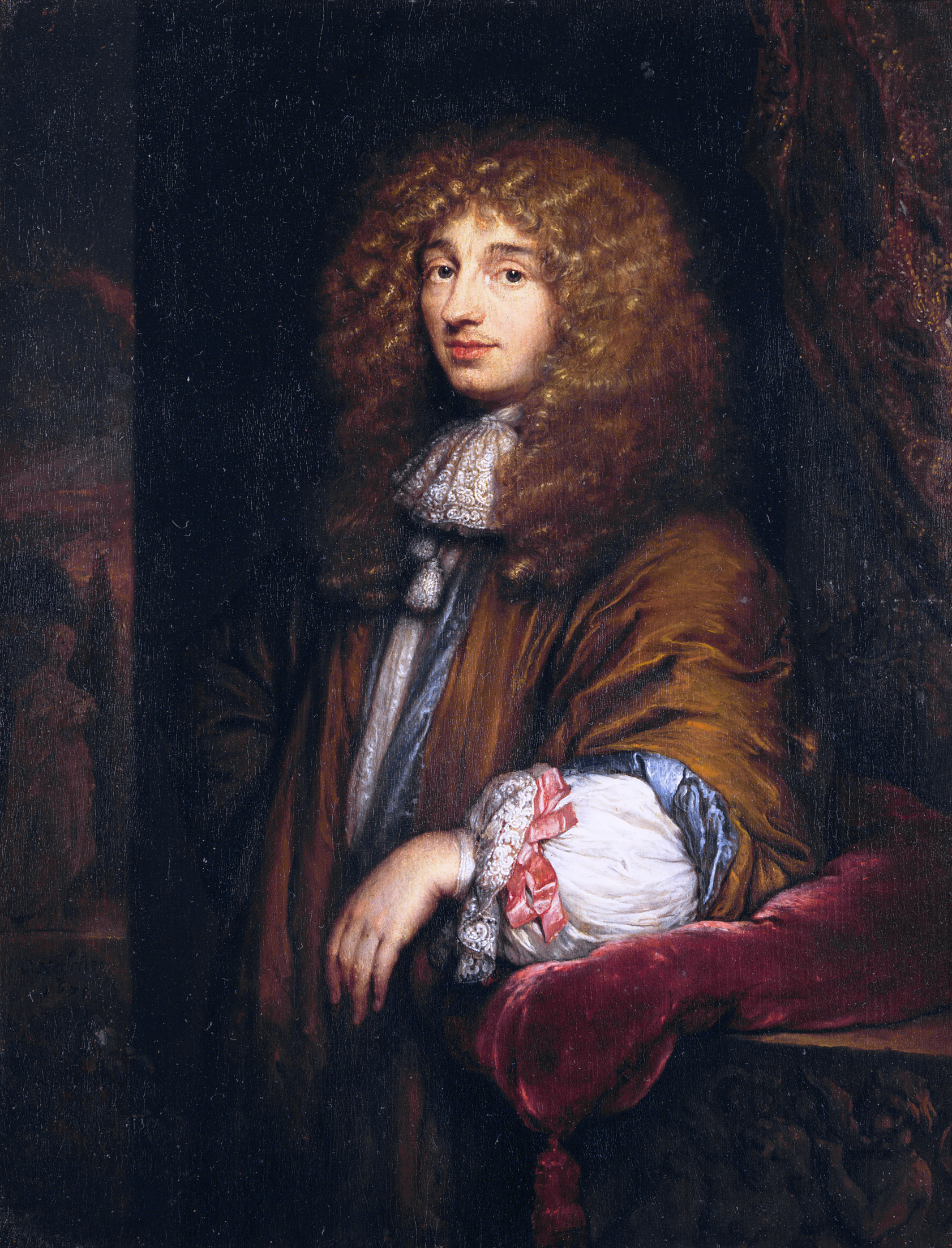
کریستیان هویگنس، دانشمندی که با اختراع ساعت آونگی و ارائه نظریه موجی نور شناخته می‌شود.
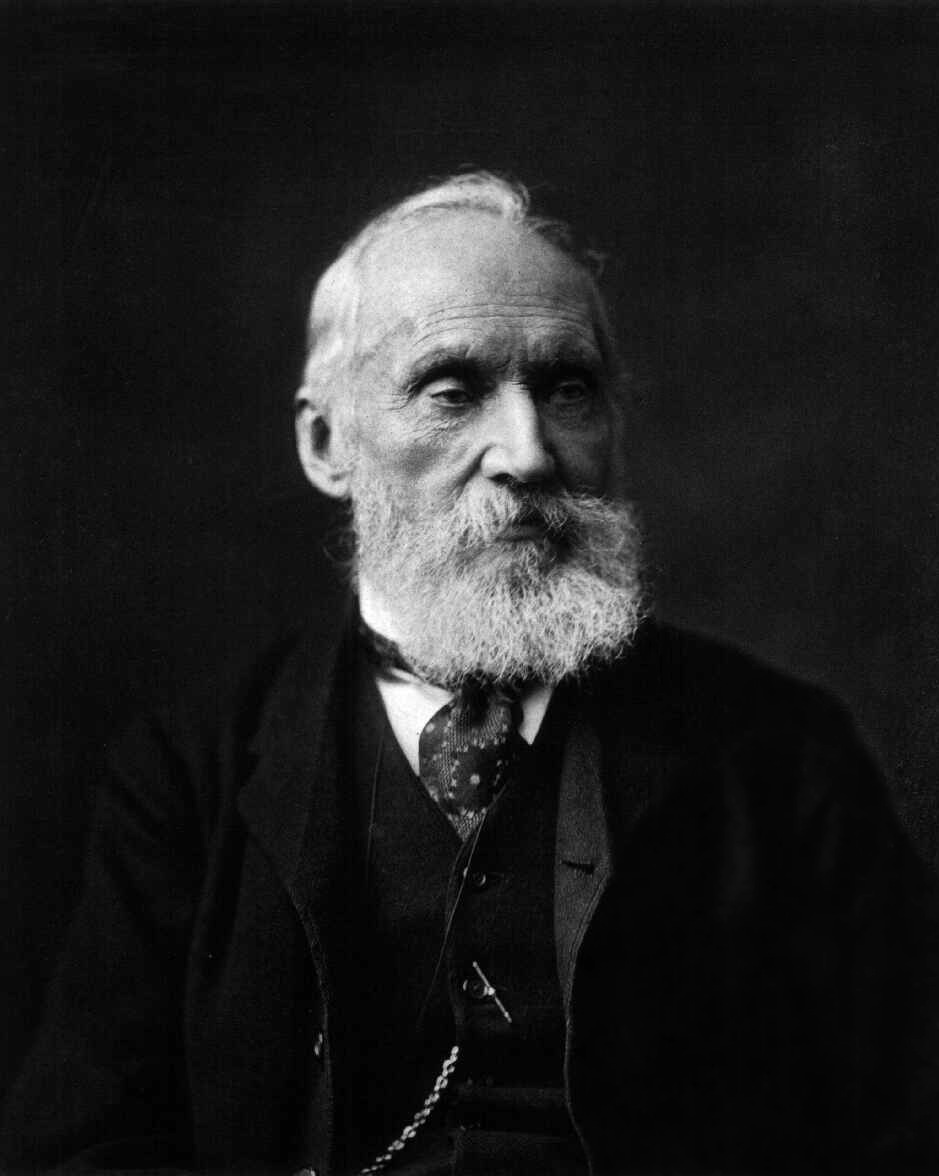
ویلیام تامسون (لرد کلوین)، پایه‌گذار مقیاس دمای مطلق و پیشگام ترمودینامیک.
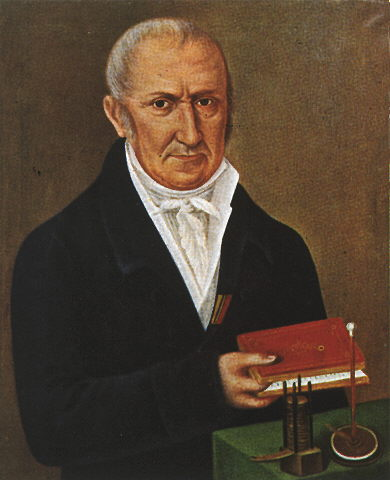
آلساندرو ولتا، مخترع باتری‌های شیمیایی مدرن.
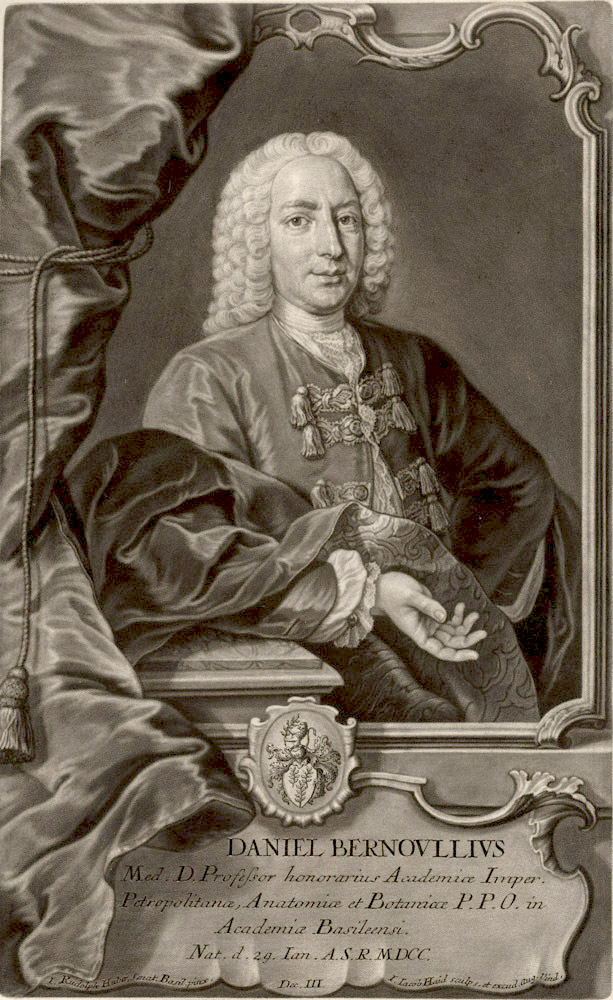
دانیل برنولی، ارائه‌دهنده نظریه معادله برنولی در دینامیک سیالات.
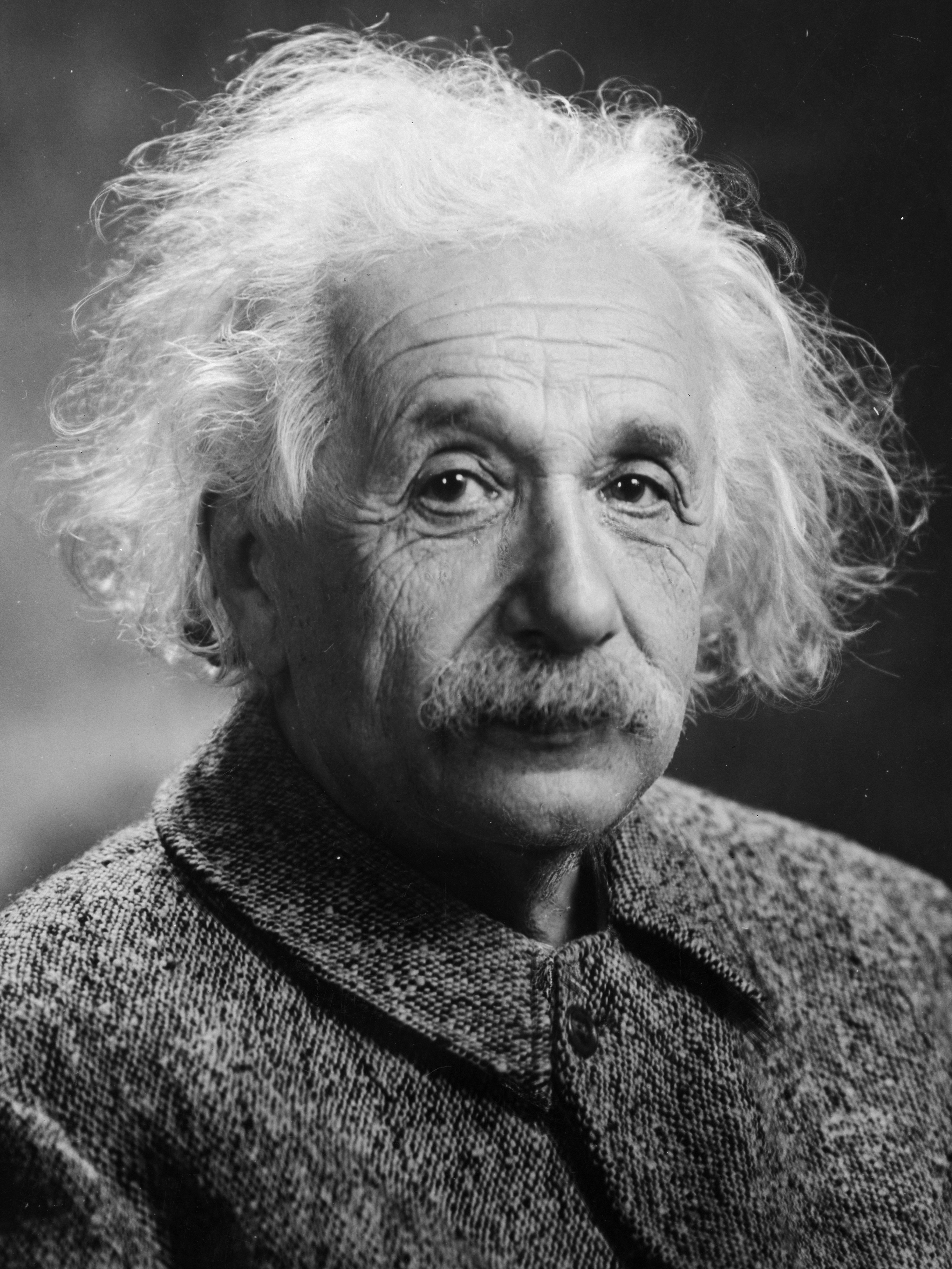
آلبرت اینشتین، توسعه‌دهنده نظریه نسبیت و برنده نوبل فیزیک برای اثر فوتوالکتریک.
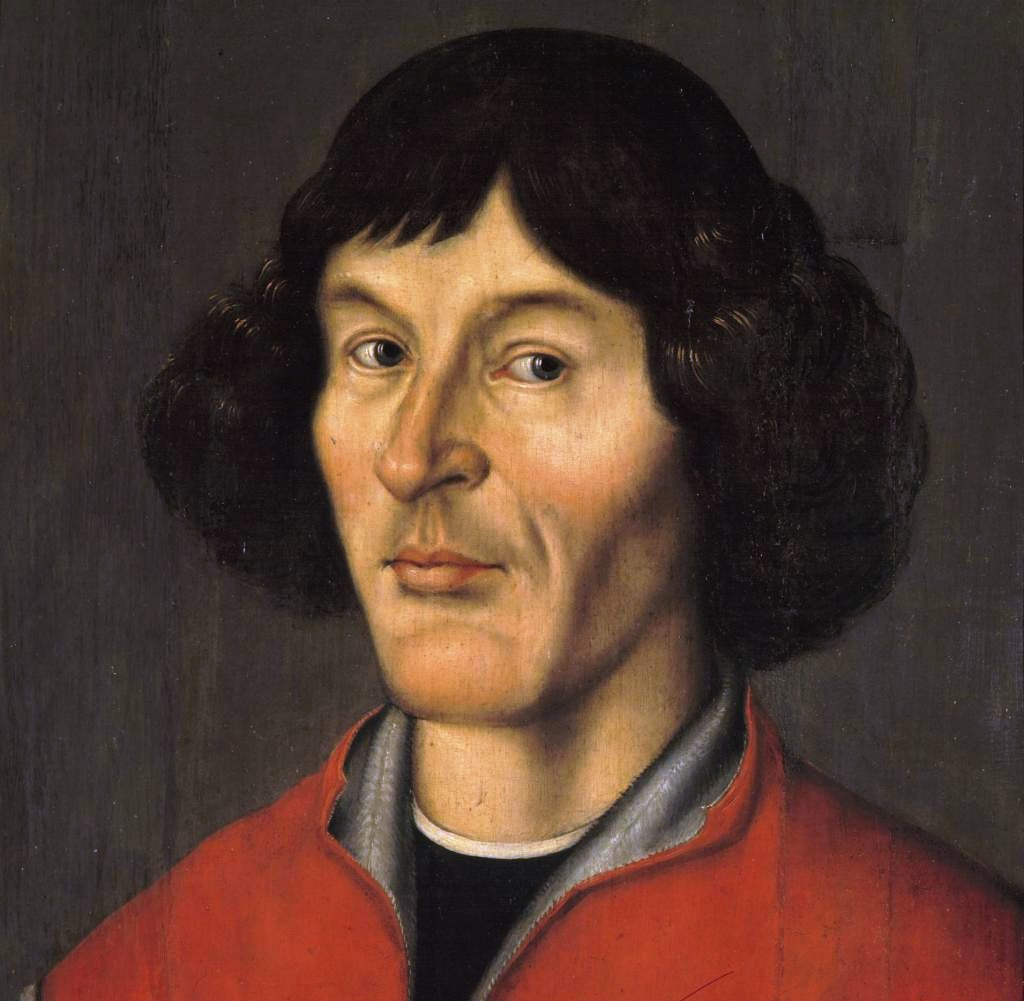
نیکلاس کوپرنیک، ستاره‌شناسی که نظریه مرکزیت خورشید در منظومه شمسی را مطرح کرد.
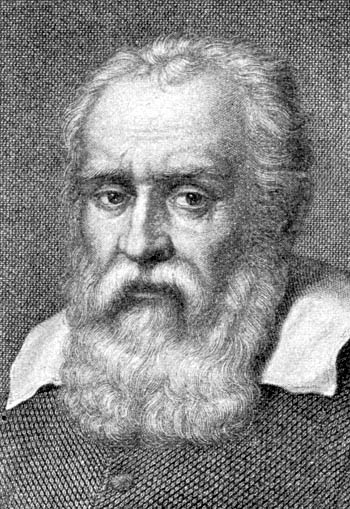
گالیلئو گالیله، کاشف قوانین سقوط آزاد و نخستین کاربر تلسکوپ در نجوم.
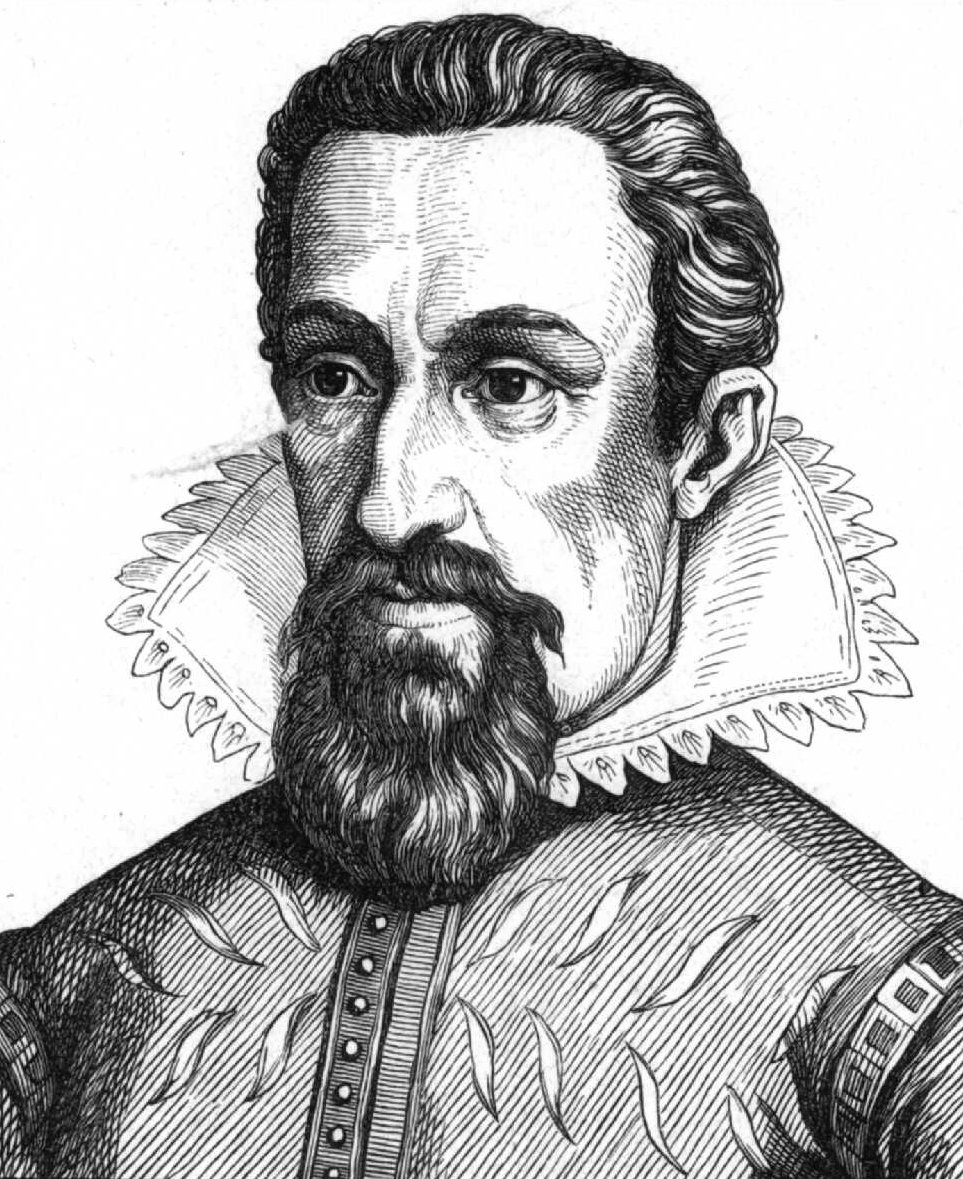
یوهانس کپلر، فرمول‌دهنده قوانین حرکت سیارات.
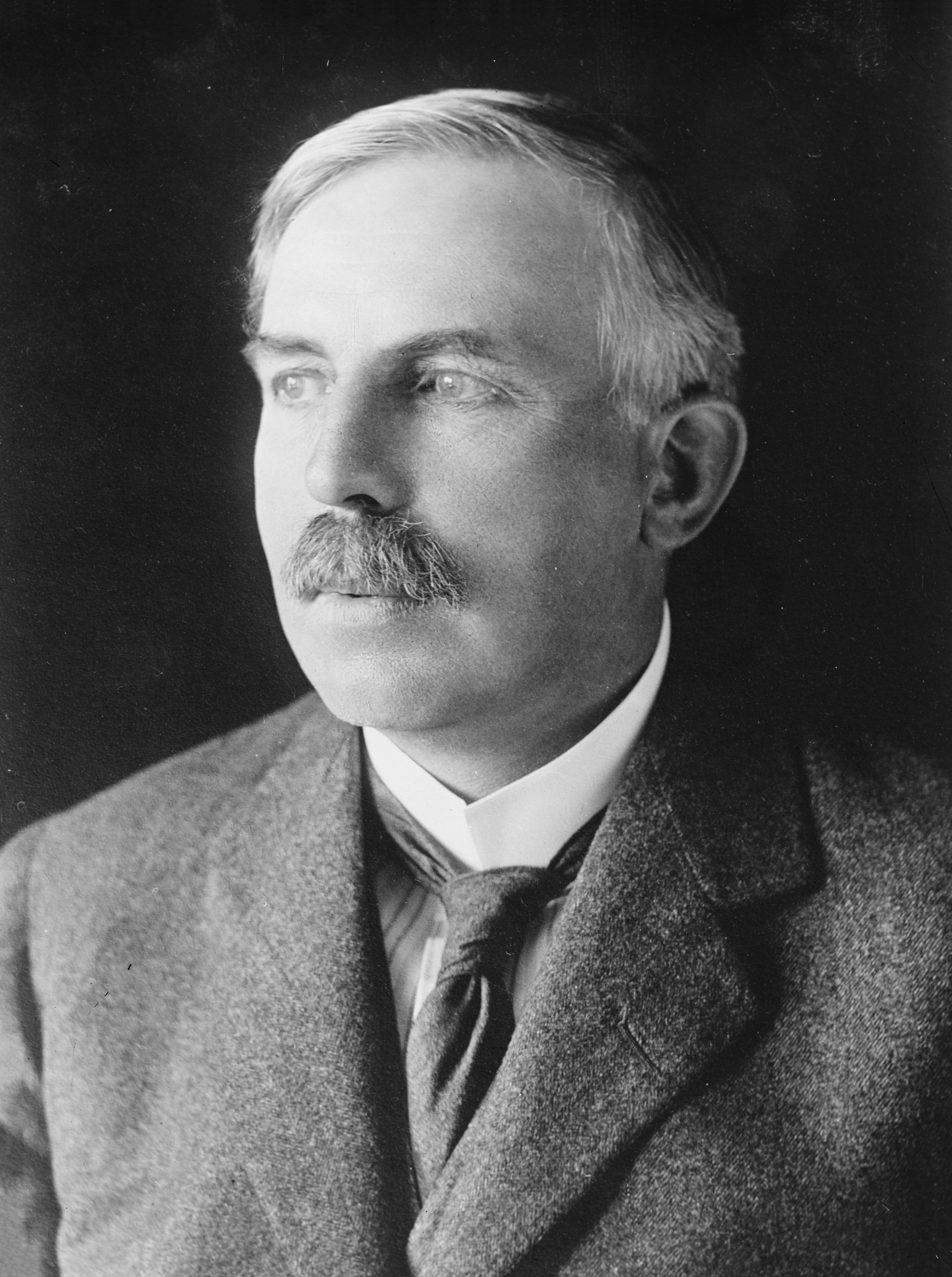
ارنست رادرفورد، کاشف ساختار هسته اتم و پروتون.
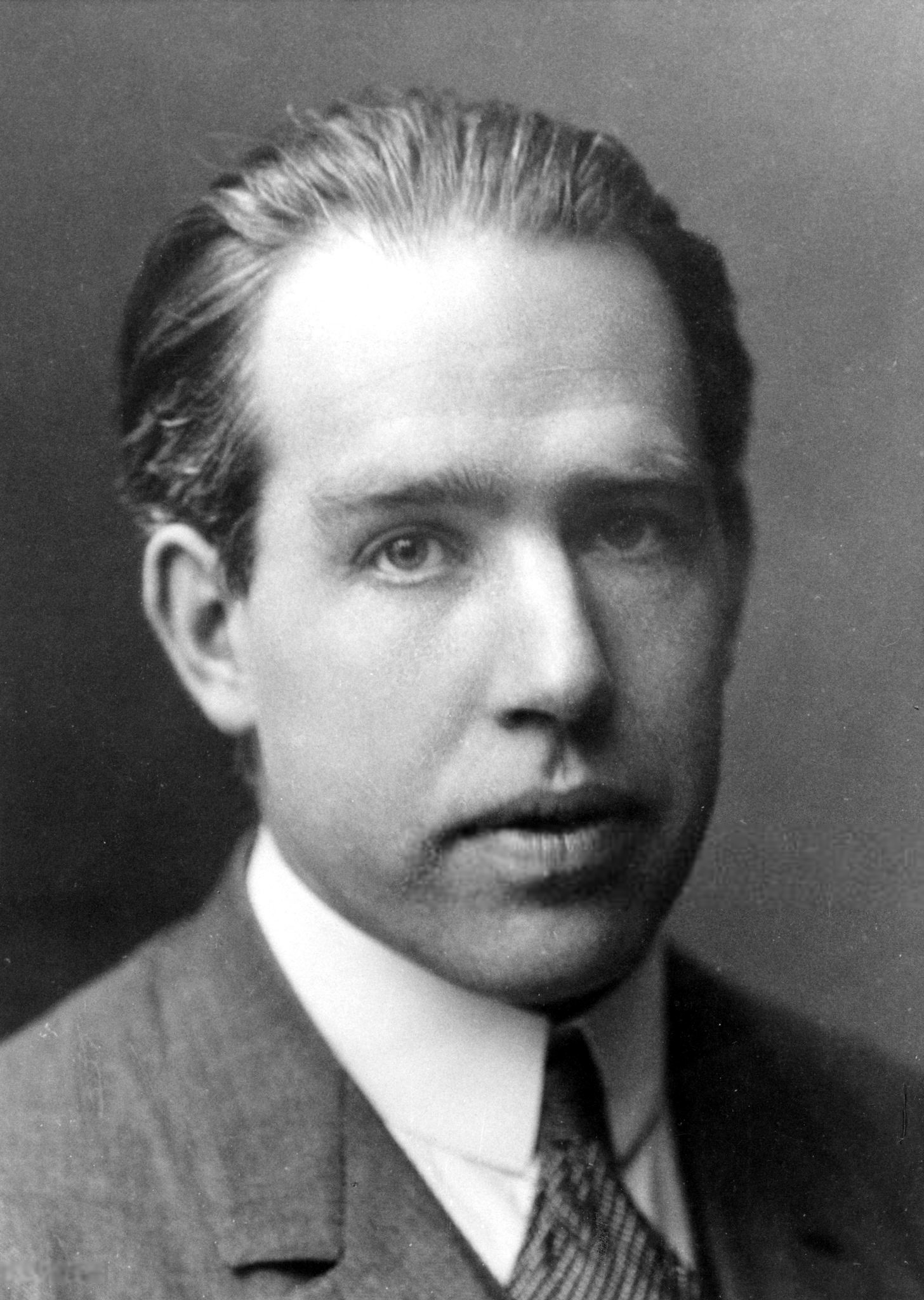
نیلز بور، ارائه‌دهنده مدل کوانتومی اتم و مکانیک کوانتومی.
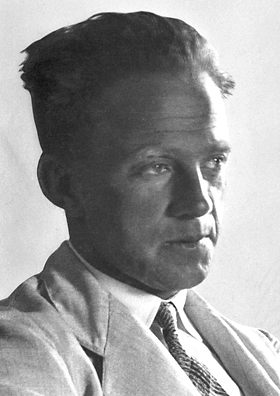
ورنر هایزنبرگ، فرمول‌دهنده اصل عدم قطعیت در فیزیک کوانتوم.
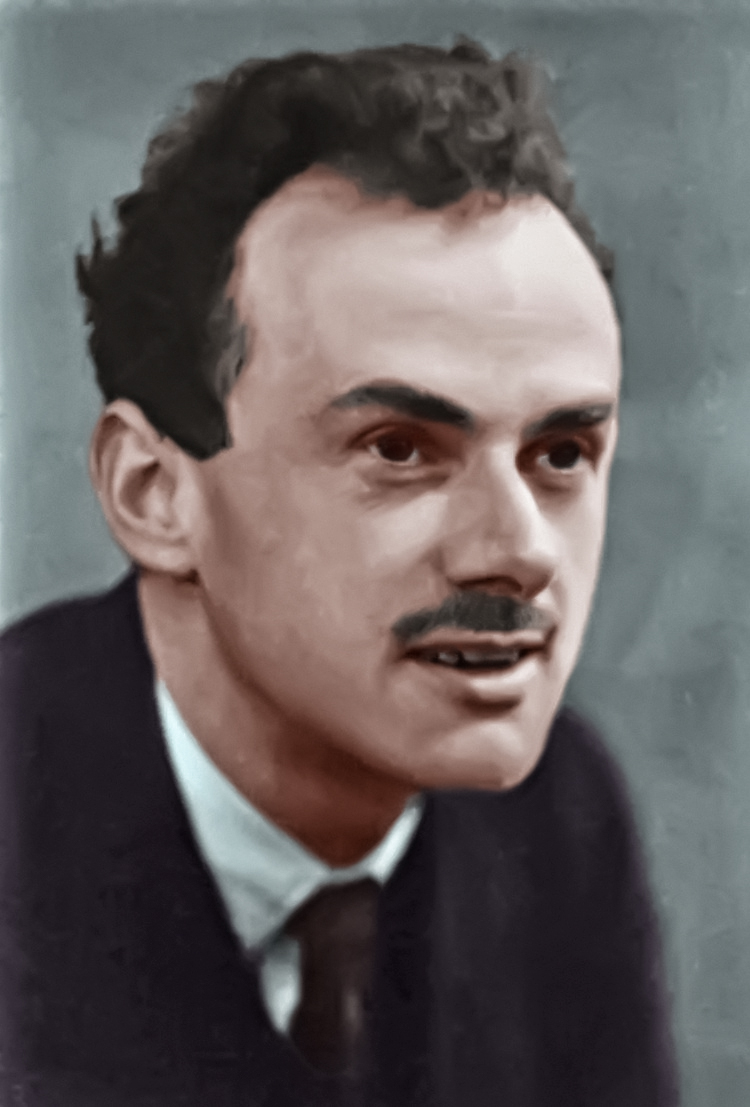
پل دیراک، پیش‌بین‌کننده پادماده و برنده نوبل برای معادله الکترون نسبیتی.
جیمز کلرک ماکسول، فرمول‌دهنده نظریه یکپارچه الکترومغناطیس.
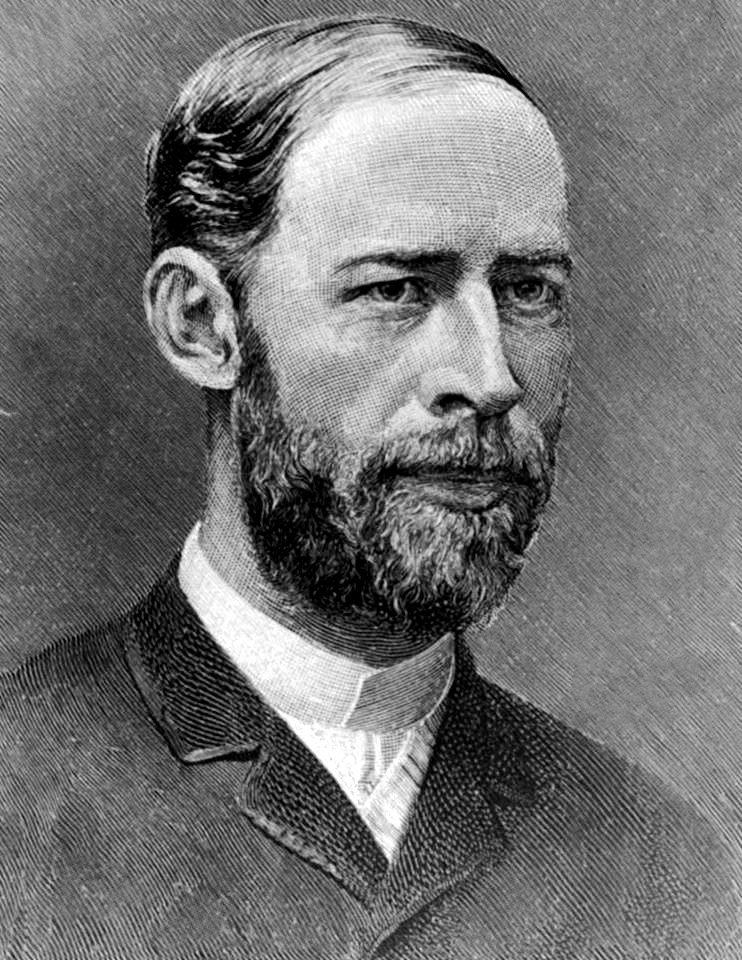
هاینریش هرتز، اثبات‌کننده تجربی وجود امواج الکترومغناطیسی.
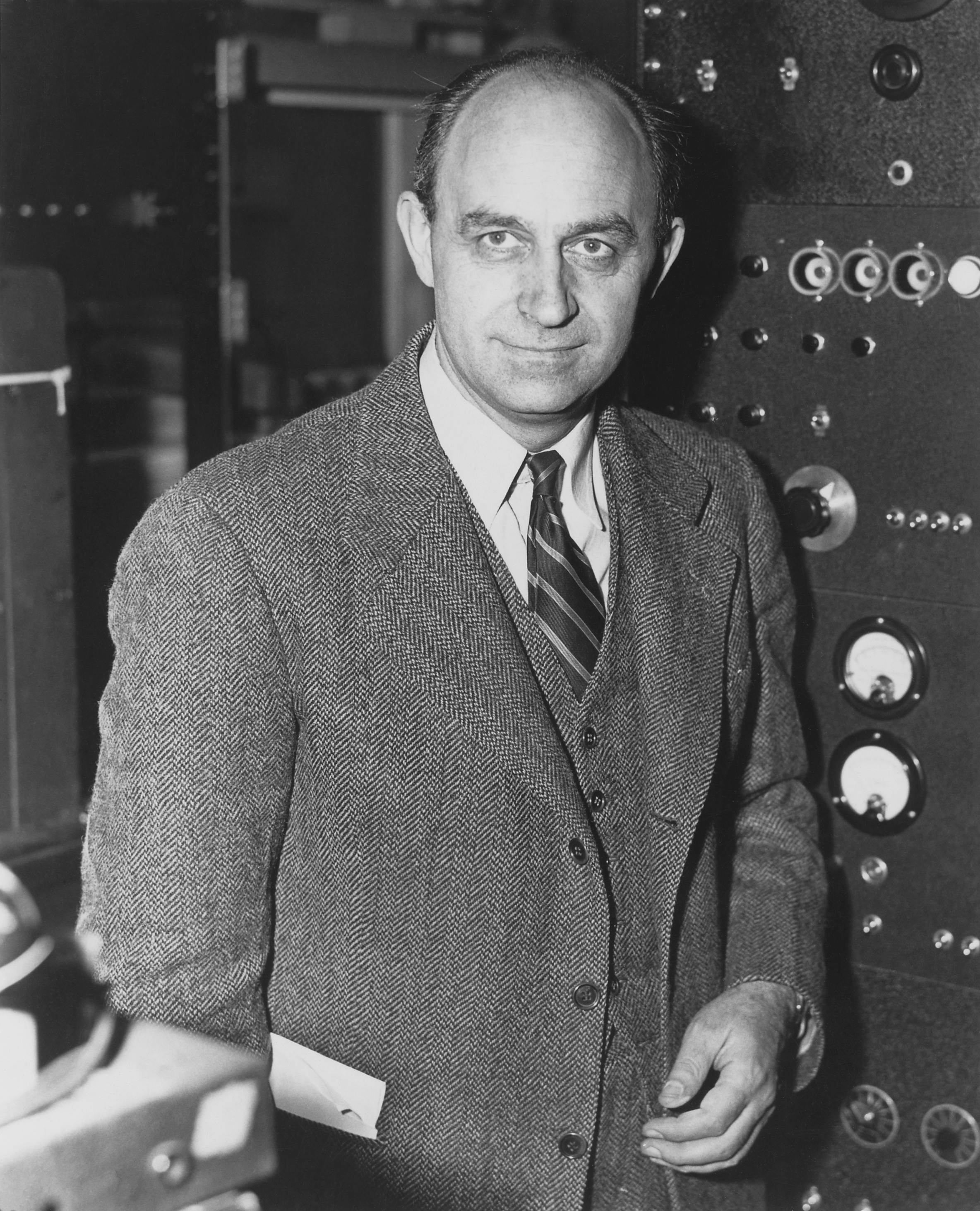
انریکو فرمی، سازنده نخستین رآکتور هسته‌ای و کاشف آمار فرمیون‌ها.
ریچارد فاینمن، توسعه‌دهنده الکترودینامیک کوانتومی (QED) و نمودارهای فاینمن.
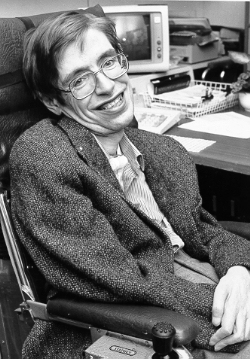
استیون هاوکینگ، مطرح‌کننده نظریه تابش سیاهچاله‌ها و کیهان‌شناسی.
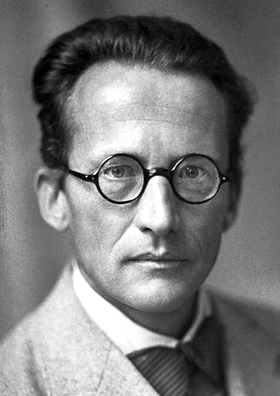
اروین شرودینگر، فرمول‌دهنده معادله موج کوانتومی و پارادوکس گربه.
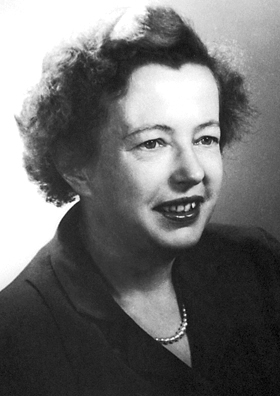
ماریا گوپرت-مایر، ارائه‌دهنده مدل پوسته‌ای هسته اتم و برنده نوبل فیزیک.
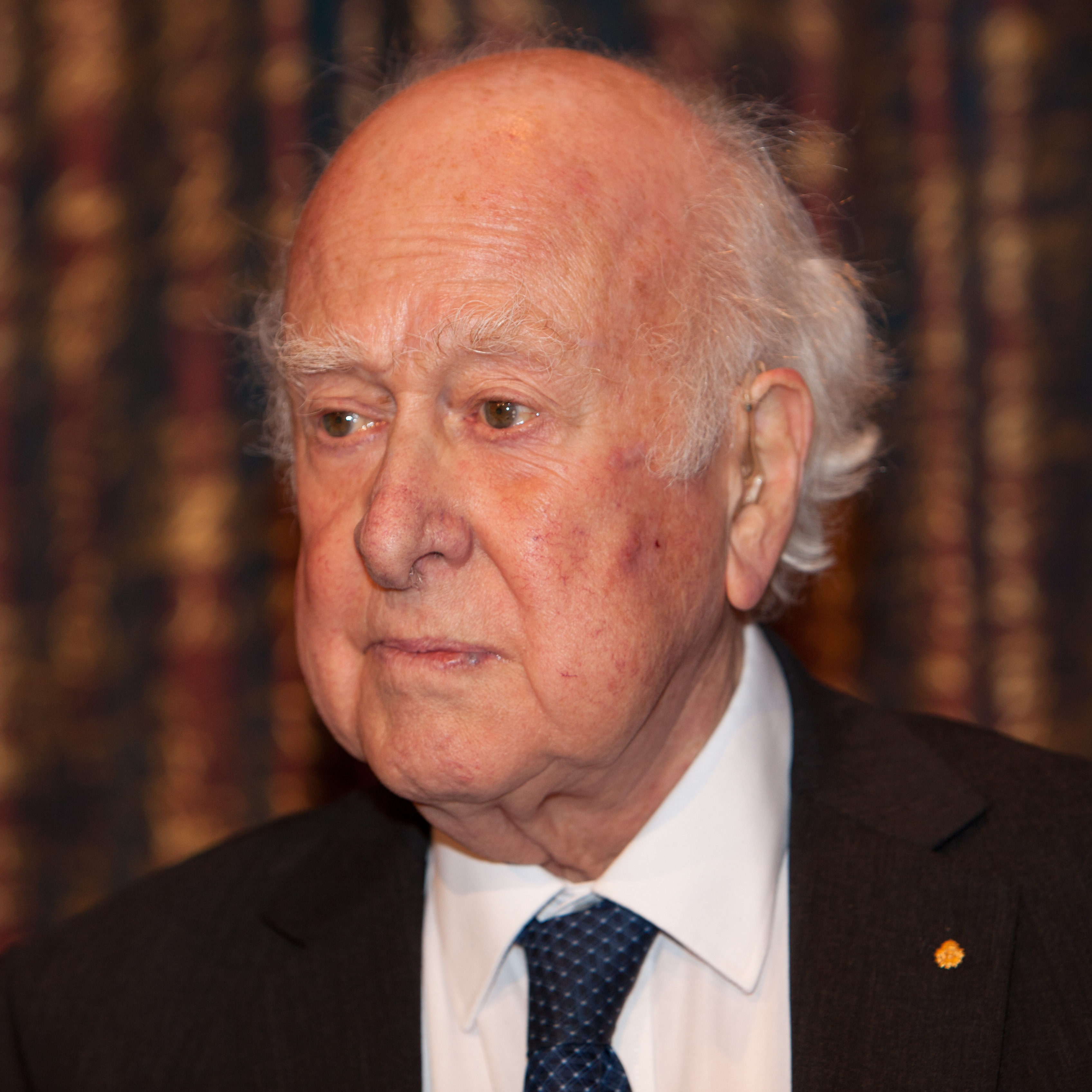
پیتر هیگز، پیش‌بین‌کننده ذره بوزون هیگز در مدل استاندارد.
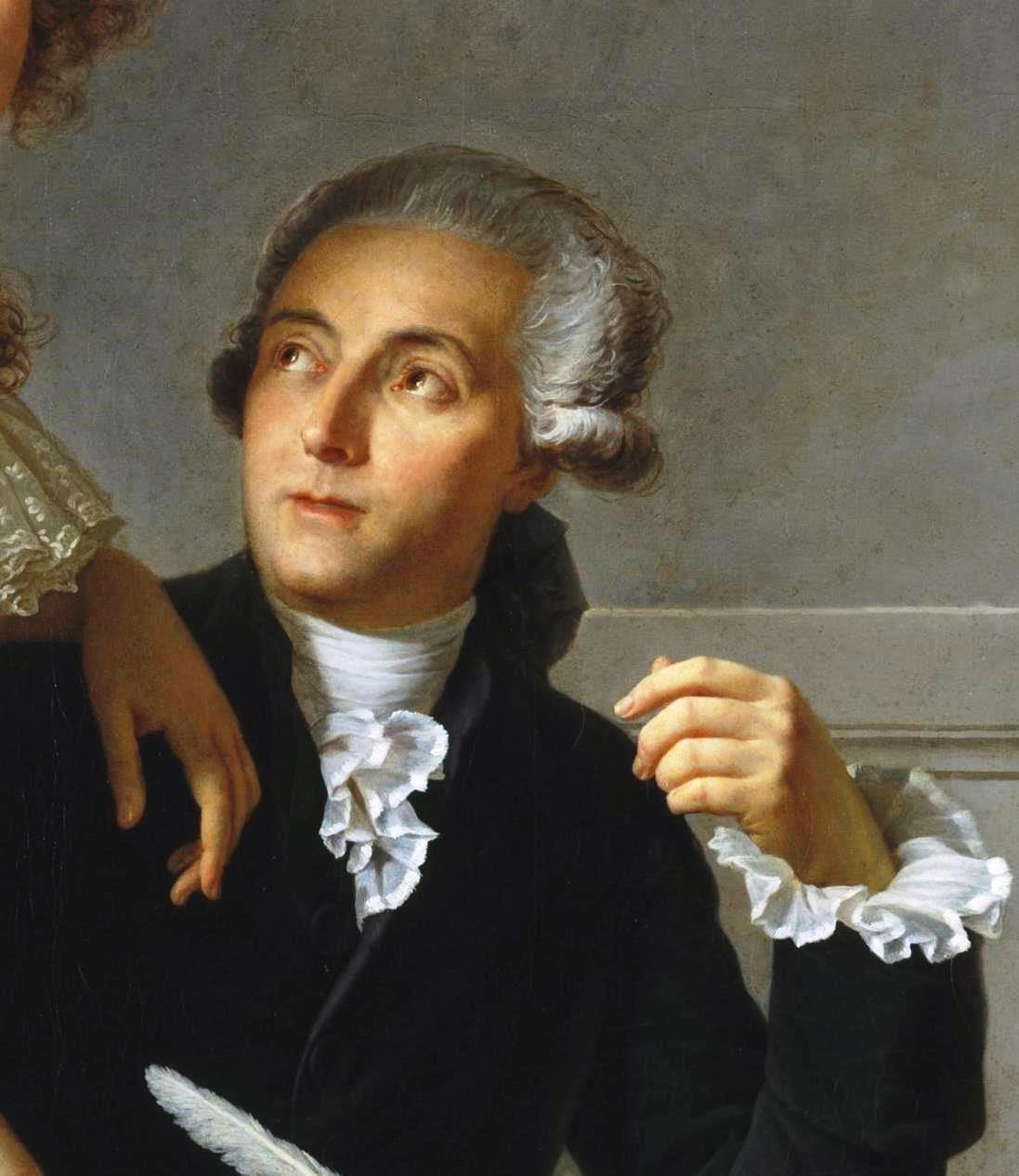
آنتوان لاووازیه، پدر شیمی مدرن و کاشف قانون بقای جرم.
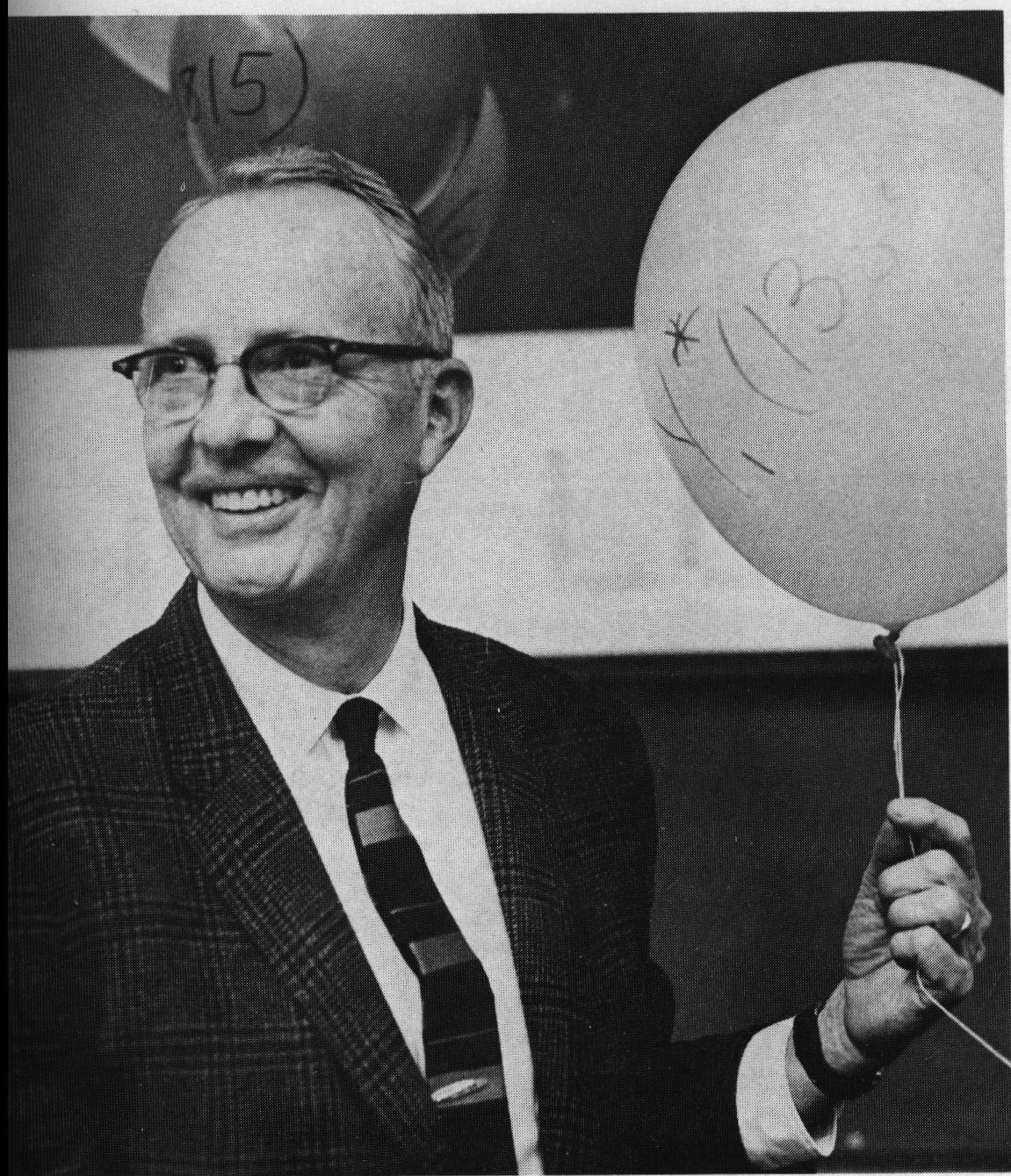
[[لوئیس والتر آلوارز
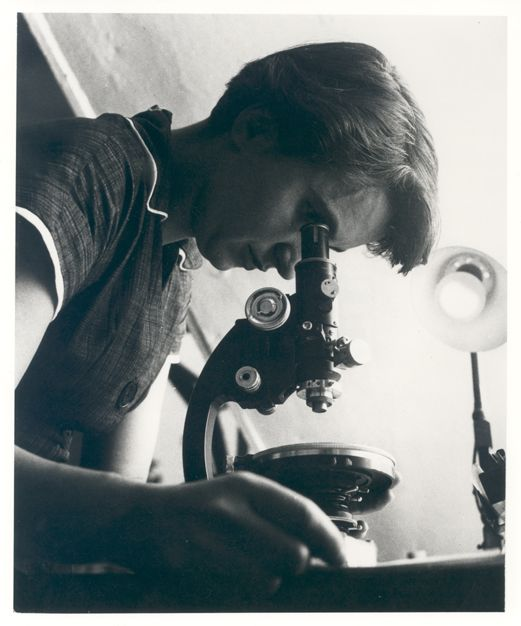
رزالیند فرانکلین، عکاس پرتو ایکس از ساختار DNA و بلورشناس.
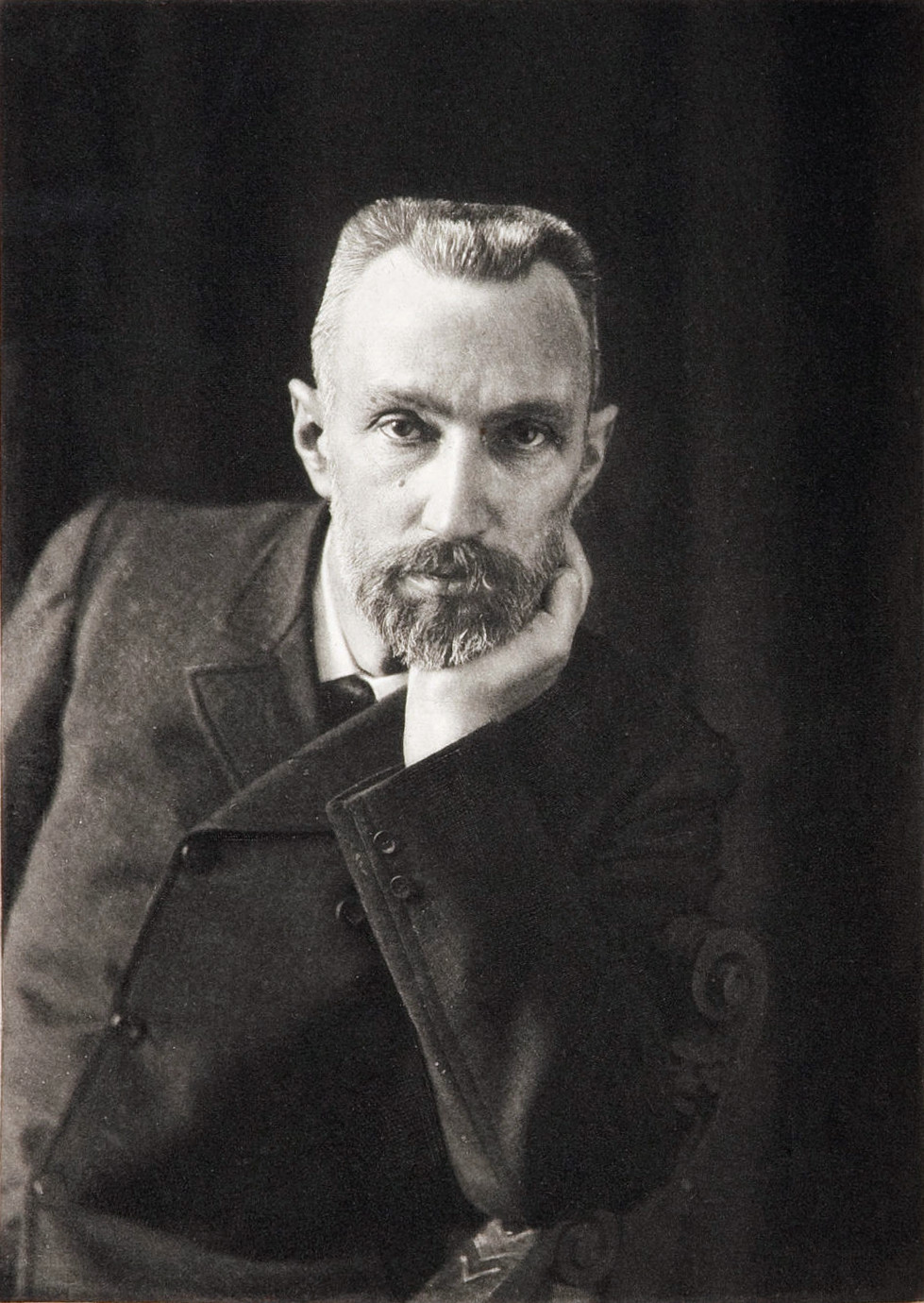
پیر کوری، کاشف پدیده رادیواکتیویته (همراه ماری کوری).
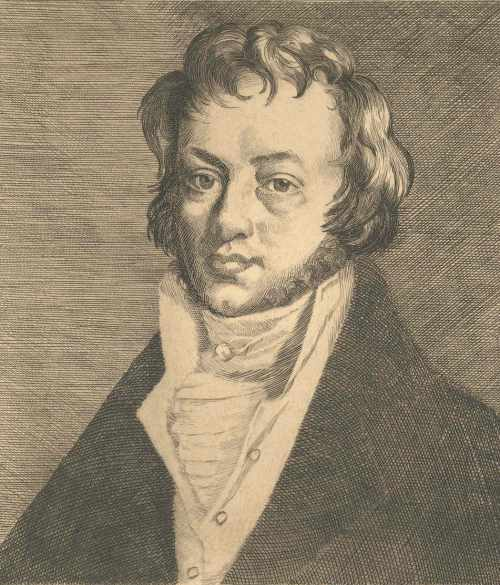
آندره-ماری آمپر، بنیان‌گذار الکترودینامیک و تعریف‌کننده واحد جریان الکتریک.
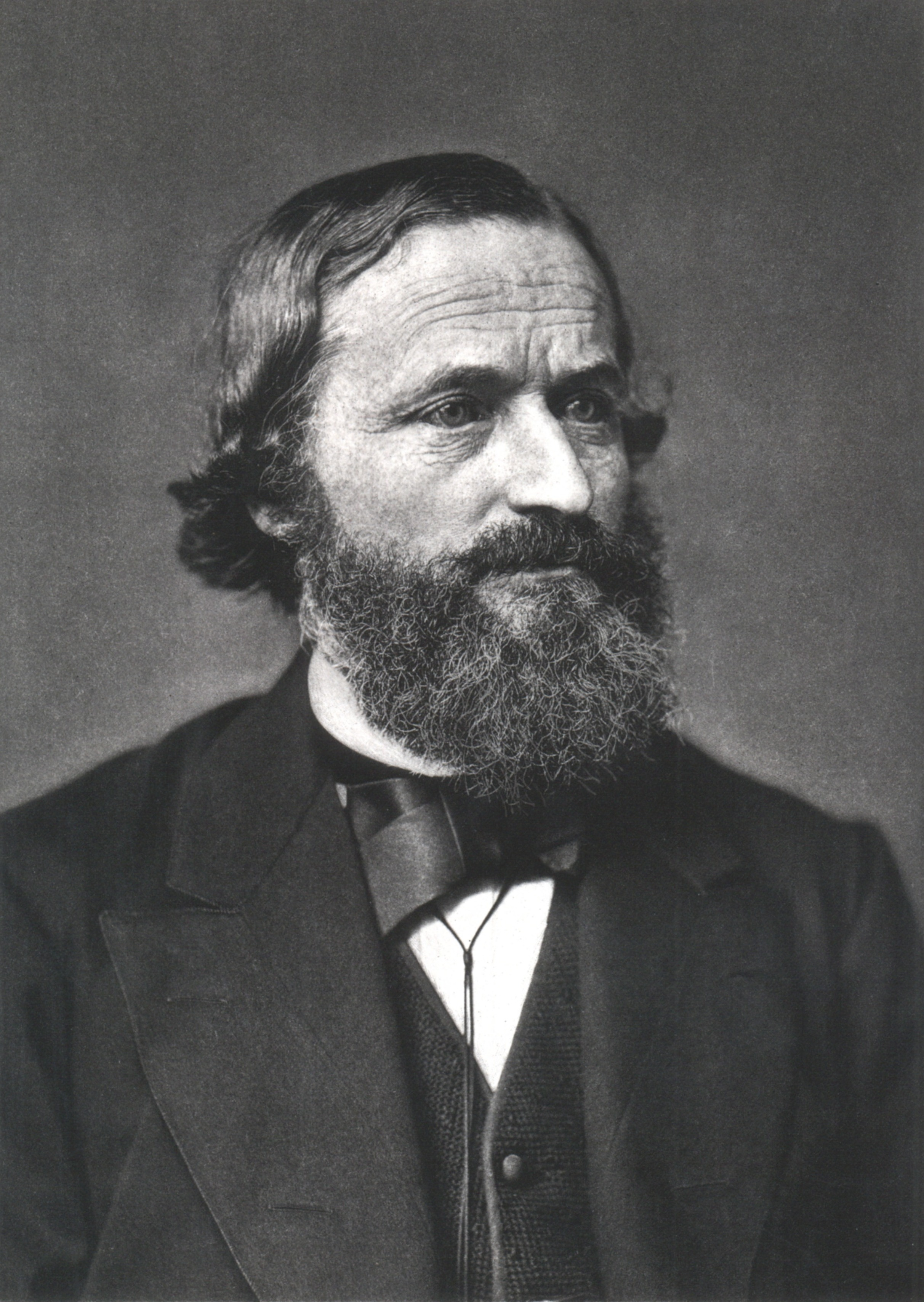
گوستاو کیرشهف، فرمول‌دهنده قوانین مدارهای الکتریکی و طیف‌نمایی.
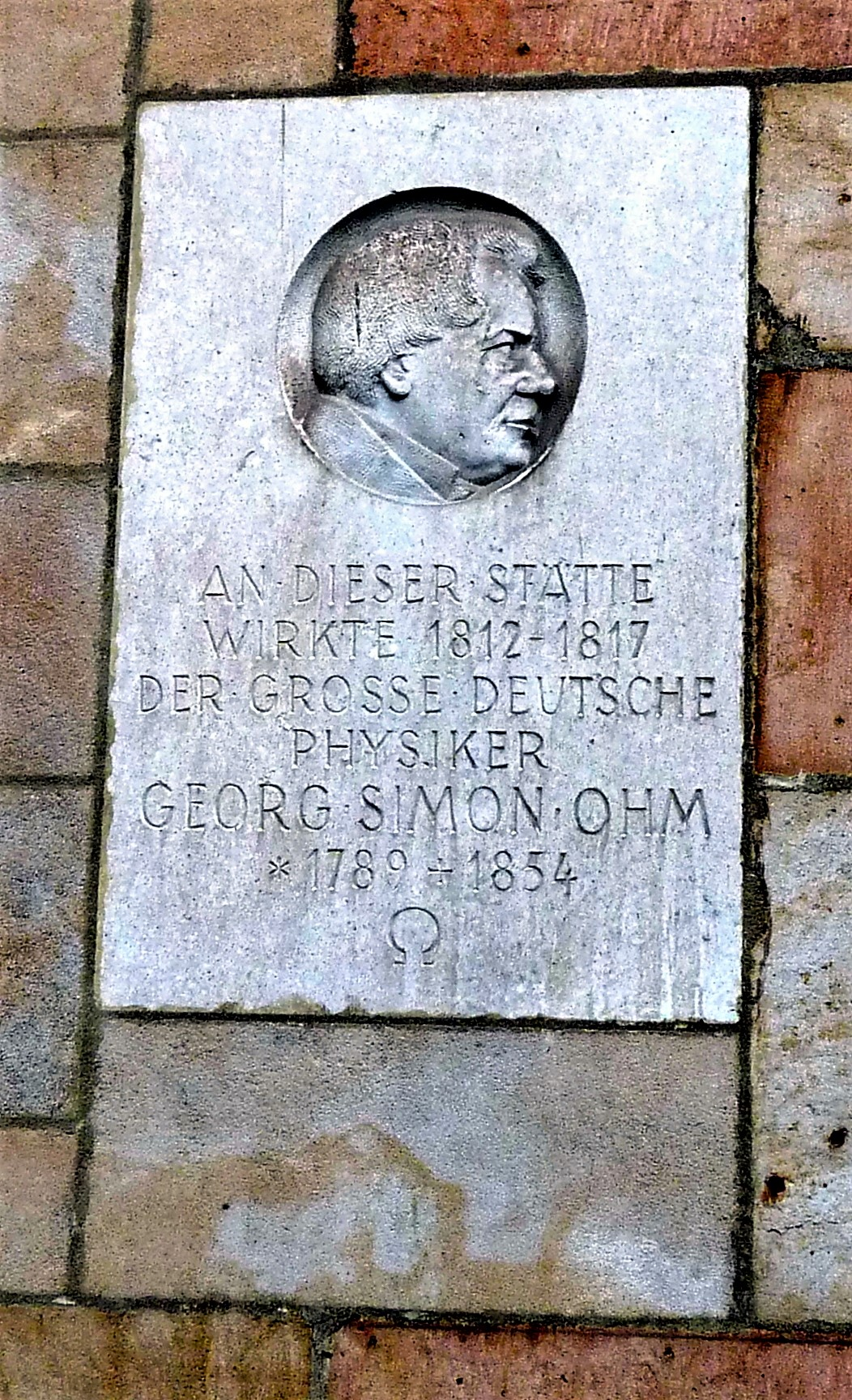
گئورگ زیمون اهم، کاشف رابطه مقاومت و جریان الکتریکی (قانون اهم).
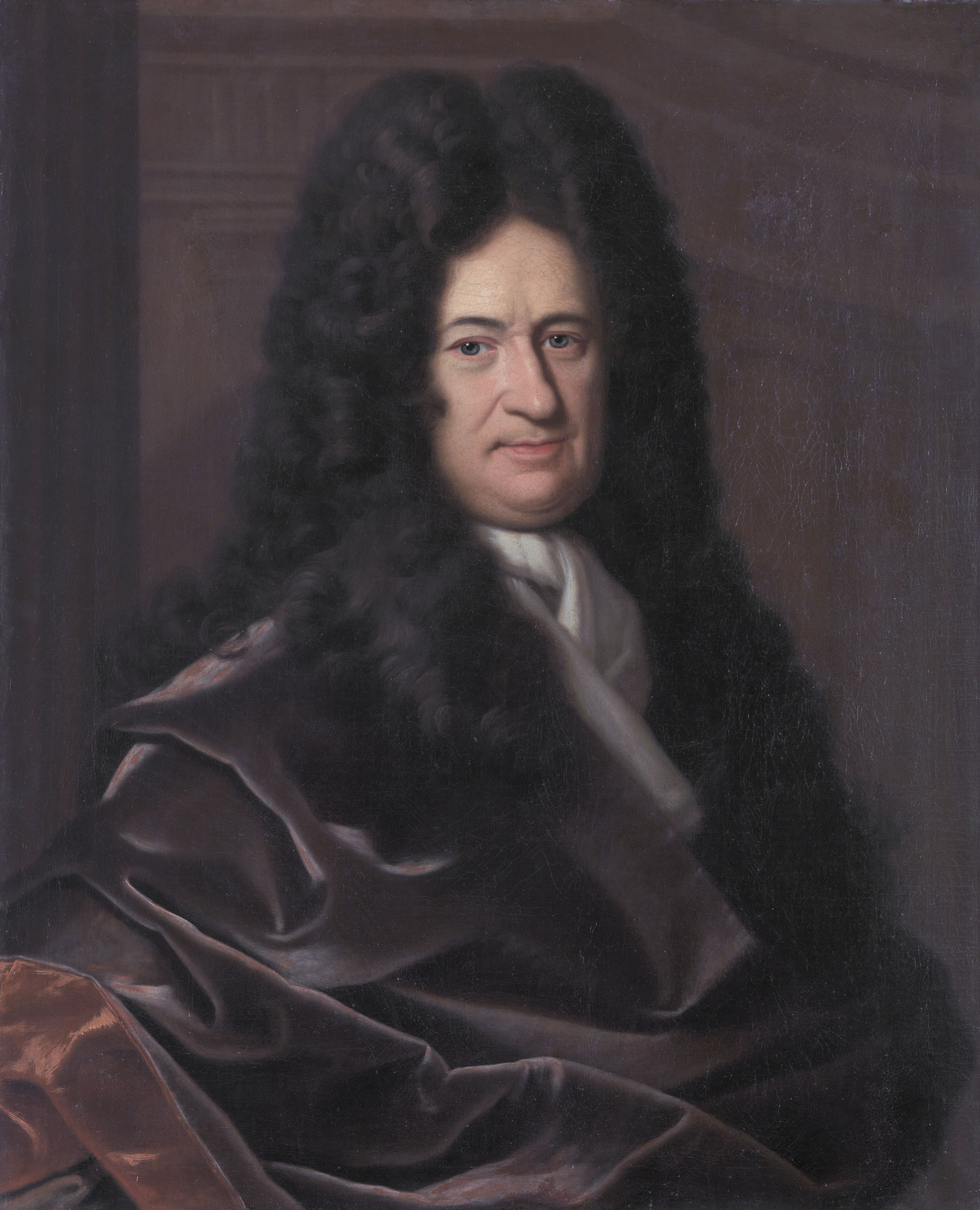
گوتفرید لایبنیتس، توسعه‌دهنده حسابان و اصل بقای انرژی.
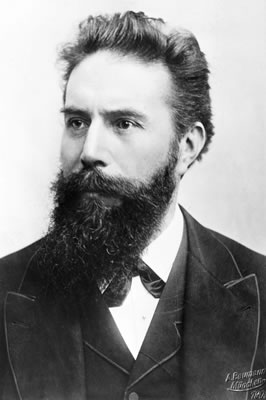
ویلهلم کنراد رونتگن، کاشف پرتو ایکس و نخستین برنده نوبل فیزیک.
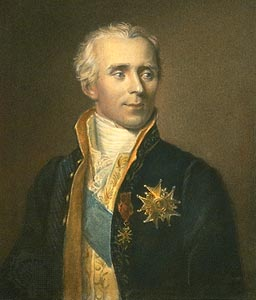
پیر سیمون لاپلاس، ریاضیدان مکانیک سماوی و فرمول‌دهنده معادله لاپلاس.
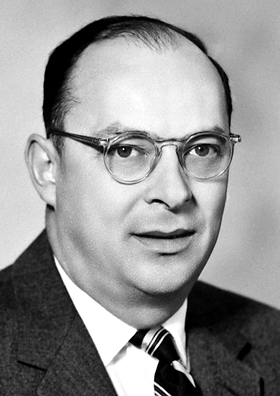
جان باردین، تنها دارنده دو نوبل فیزیک برای ترانزیستور و ابررسانایی.
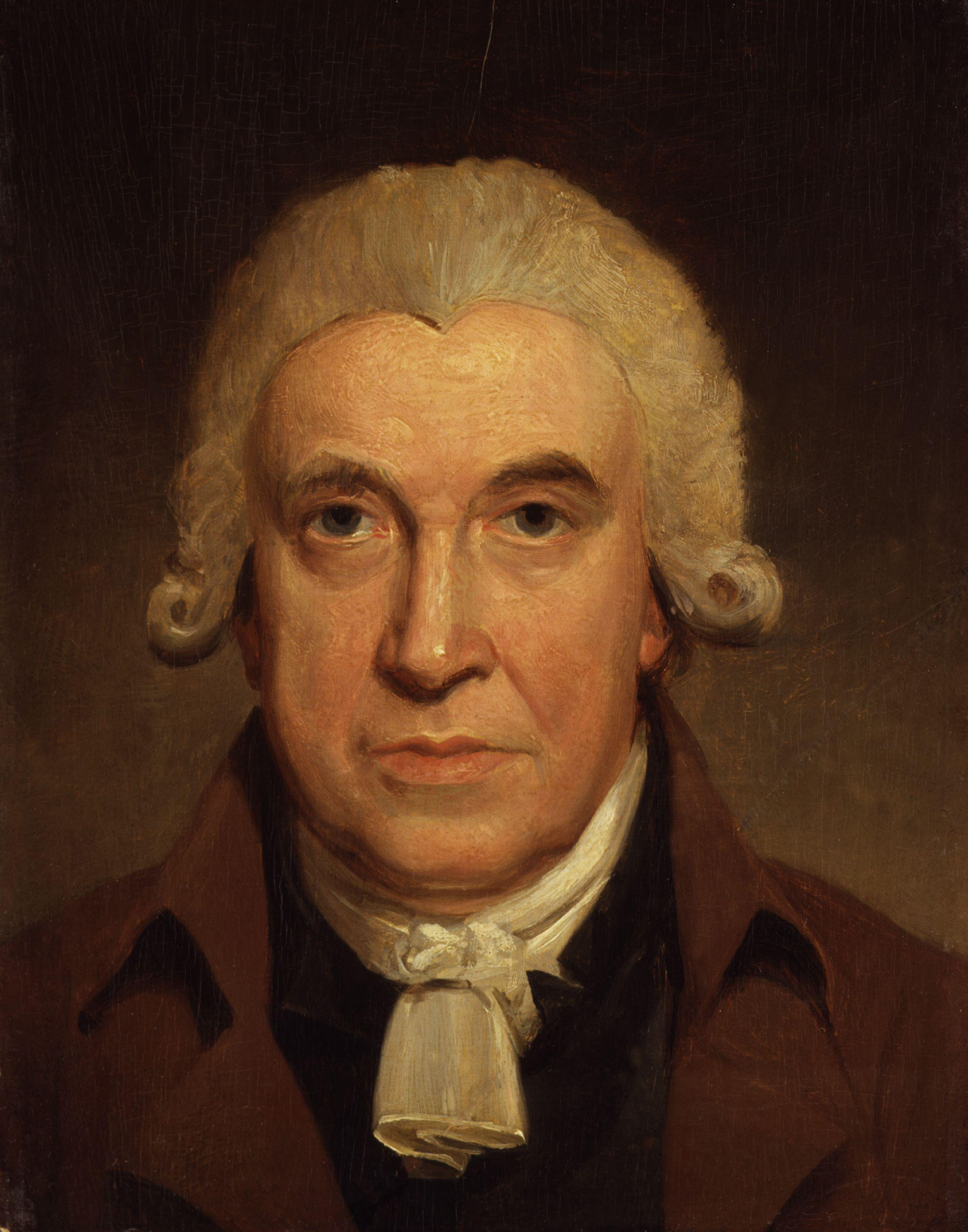
جیمز وات، بهبوددهنده موتور بخار و نام‌گذار واحد توان (وات).
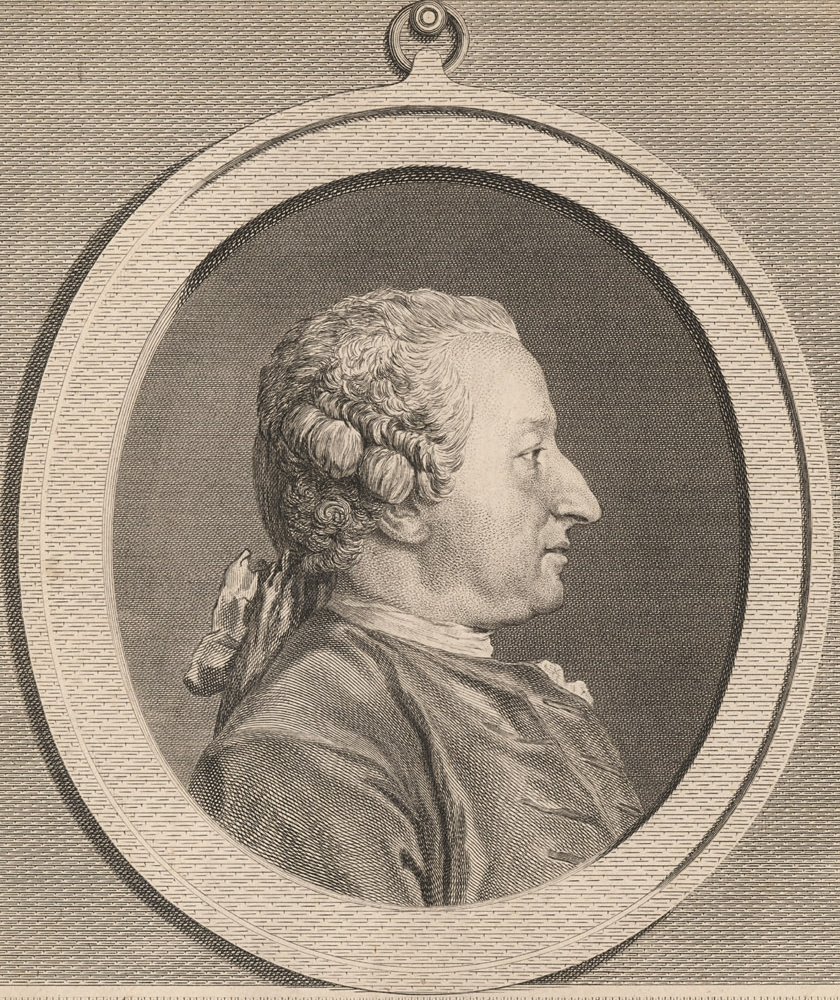
الکسی کلرو، محاسبه‌گر مدار دنباله‌دار هالی و شکل زمین.
سابرامانیان چاندراسخار، مطرح‌کننده حد جرمی ستاره‌های کوتوله سفید (حد چاندراسخار).
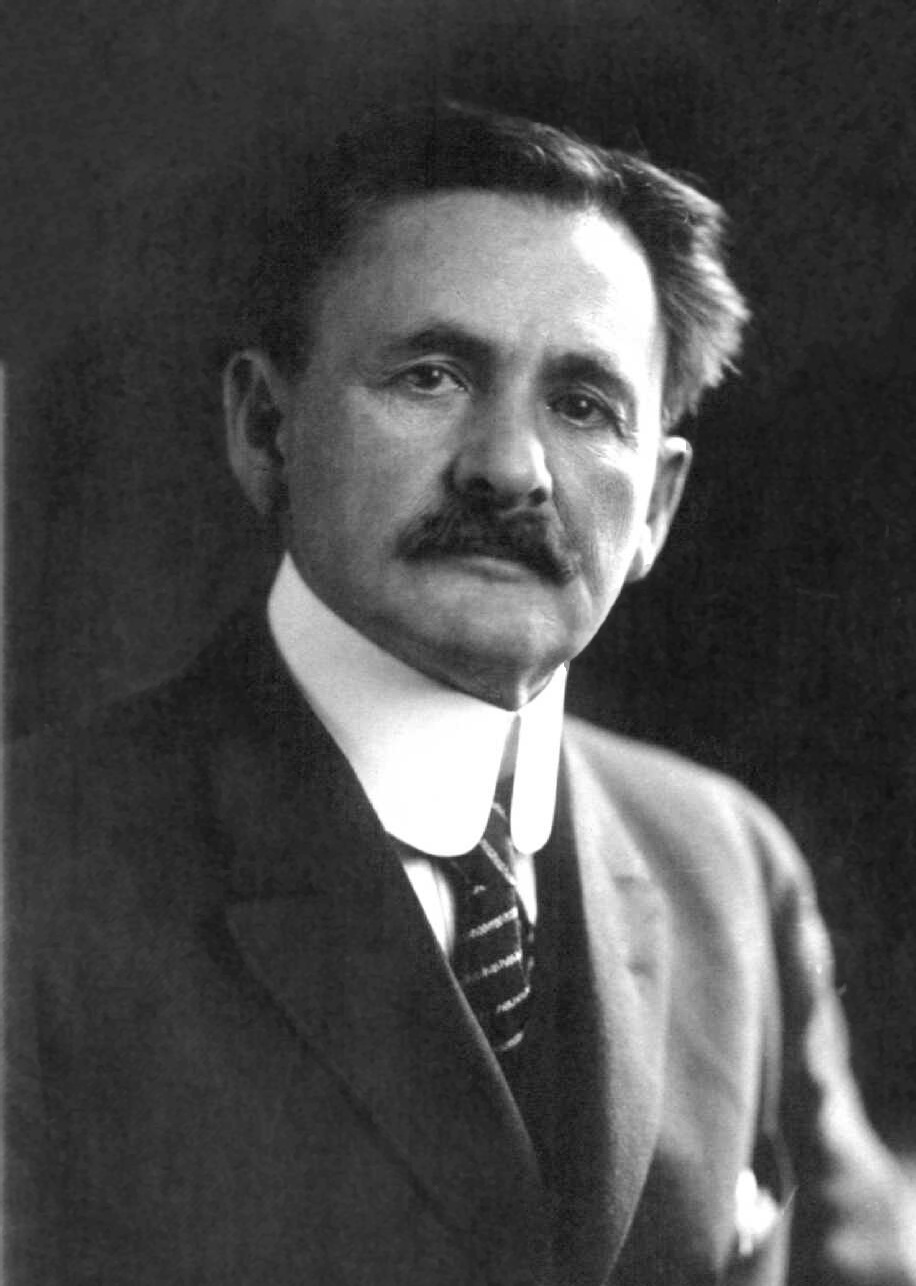
آلبرت آبراهام مایکلسون، اندازه‌گیرنده سرعت نور و آزمایش مشهور مایکلسون-مورلی.
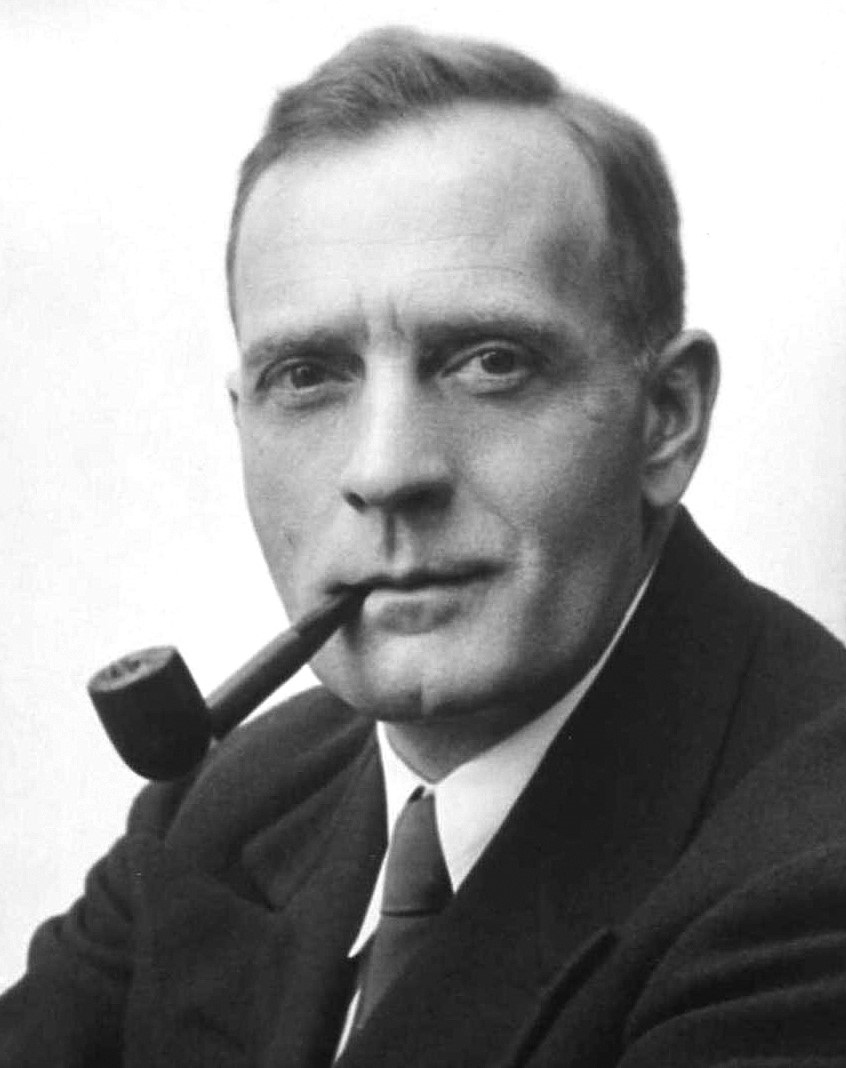
ادوین هابل، کاشف انبساط جهان و فرمول‌دهنده قانون هابل.
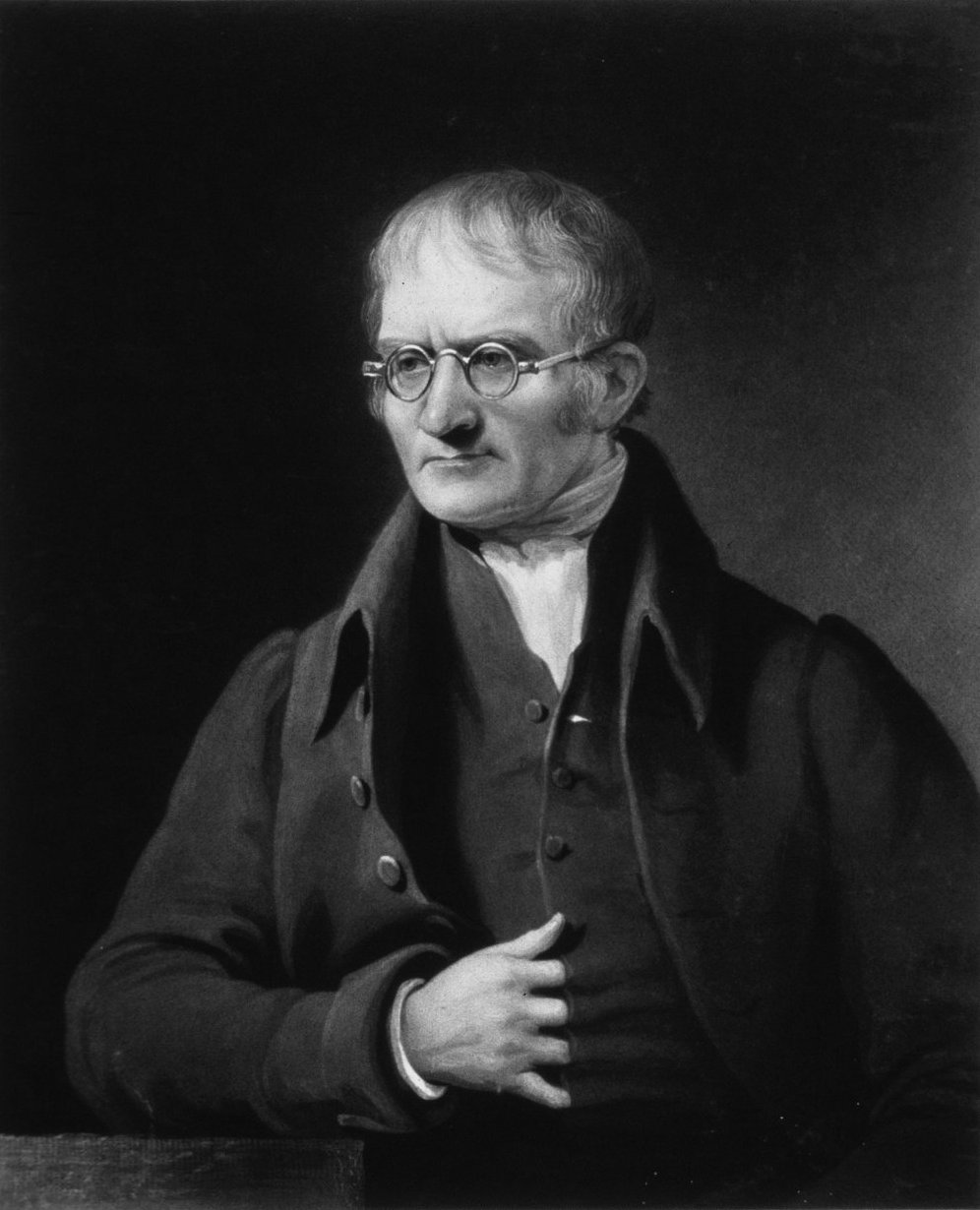
جان دالتون، پایه‌گذار نظریه اتمی مدرن و پژوهشگر کوررنگی.
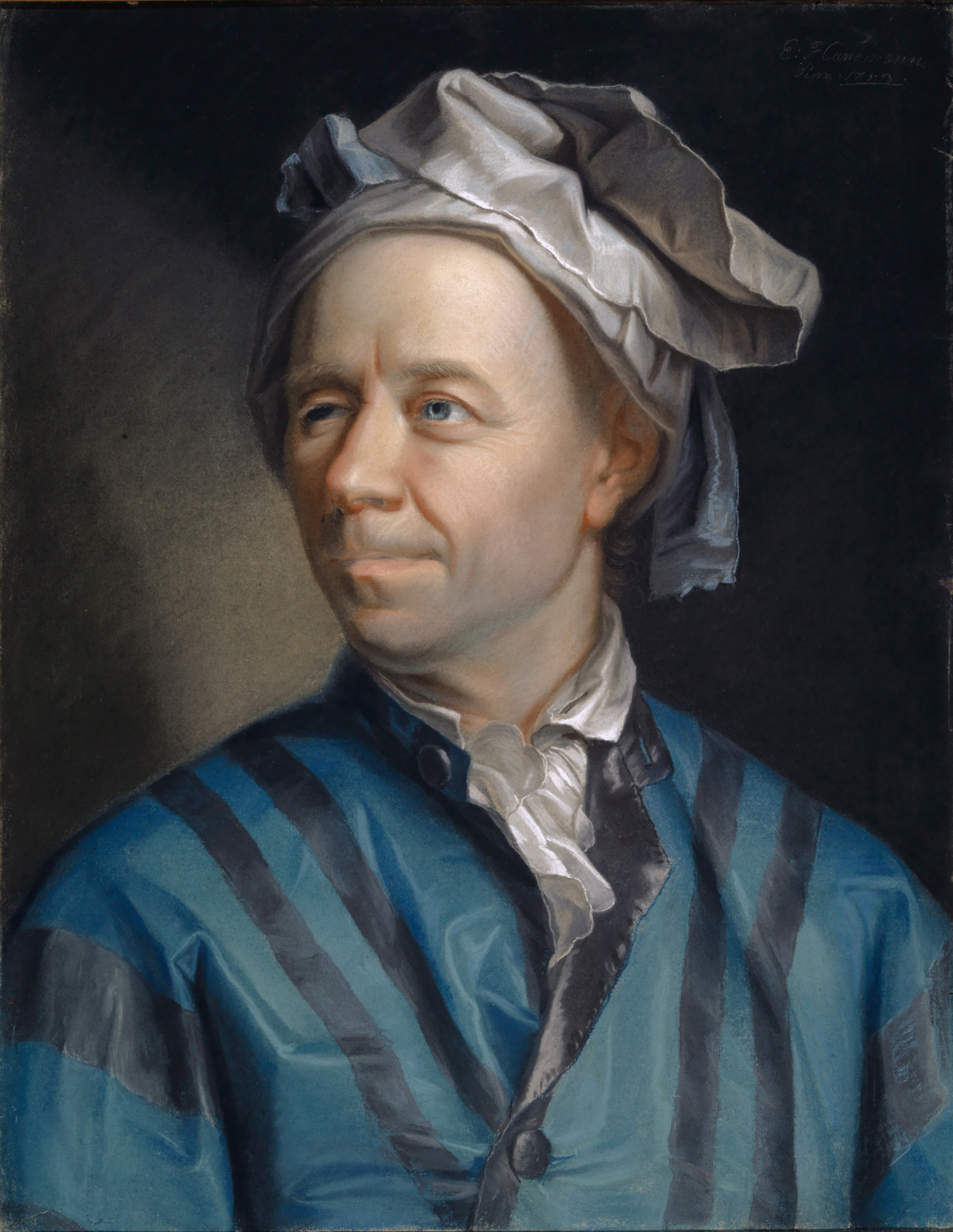
لئونارد اویلر، ریاضیدان پیشگام در مکانیک سیالات و حسابان.
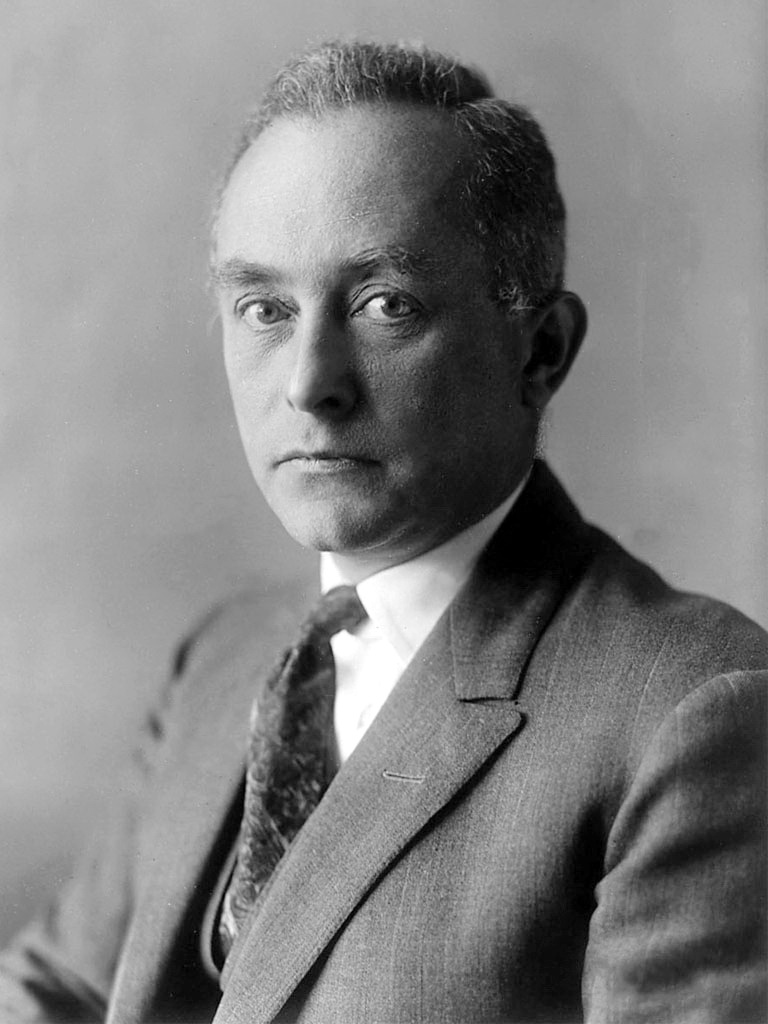
ماکس بورن، مفسر احتمال در مکانیک کوانتومی و برنده نوبل فیزیک.
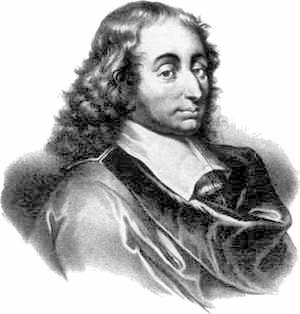
بلز پاسکال، فرمول‌دهنده قانون انتقال فشار در سیالات (قانون پاسکال).
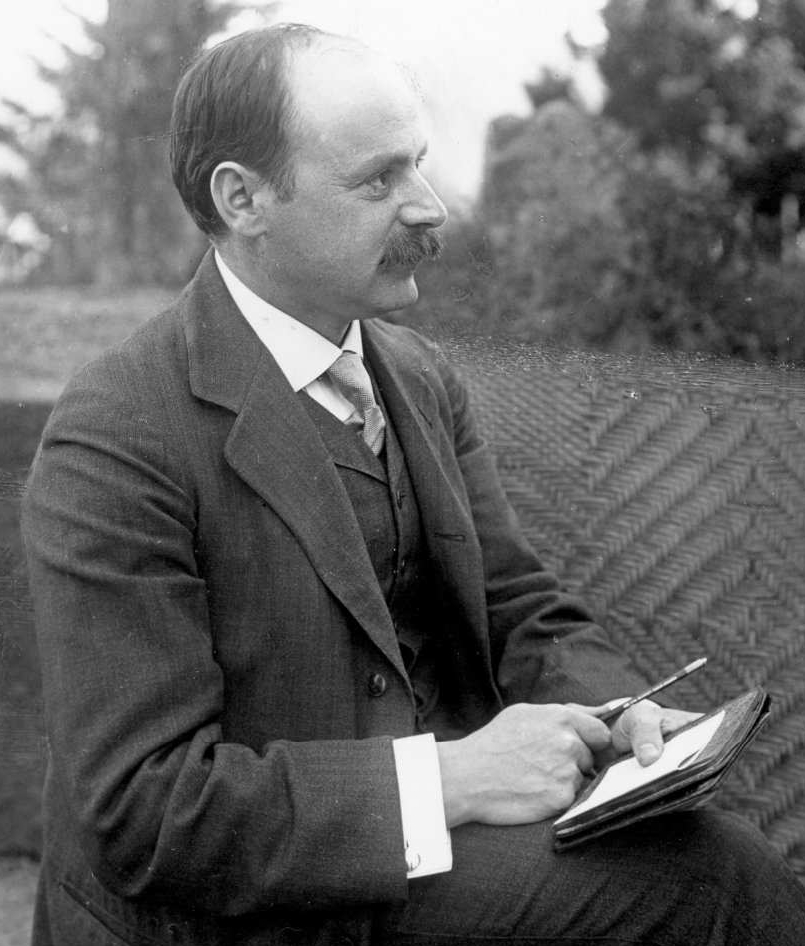
کارل شوارتزشیلد، ارائه‌دهنده اولین راه‌حل دقیق معادلات نسبیت عام (سیاهچاله).
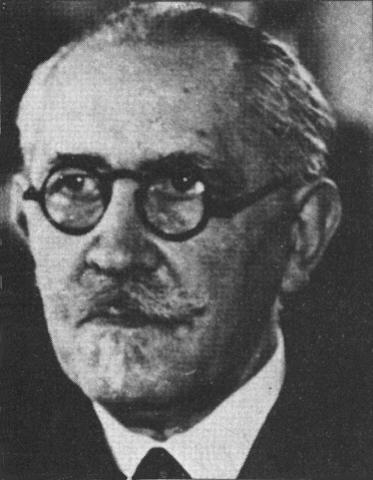
پل لانژون، توسعه‌دهنده سونار و نظریه‌پرداز نسبیت.
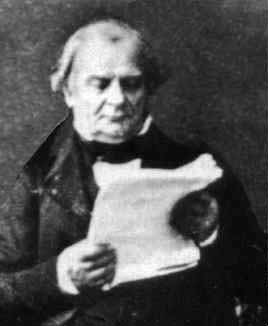
بنوآ پل امیل کلاپیرون، فرمول‌دهنده معادله حالت گازها در ترمودینامیک.
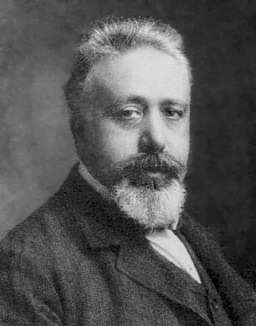
ویتو ولترا، ریاضیدان پیشگام در معادلات انتگرال و زیست‌ریاضی.
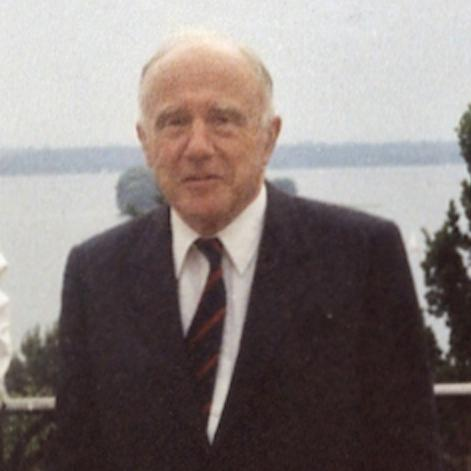
جان ویلر، ابداع‌کننده اصطلاح "سیاهچاله" و نظریه‌پرداز هسته‌ای.
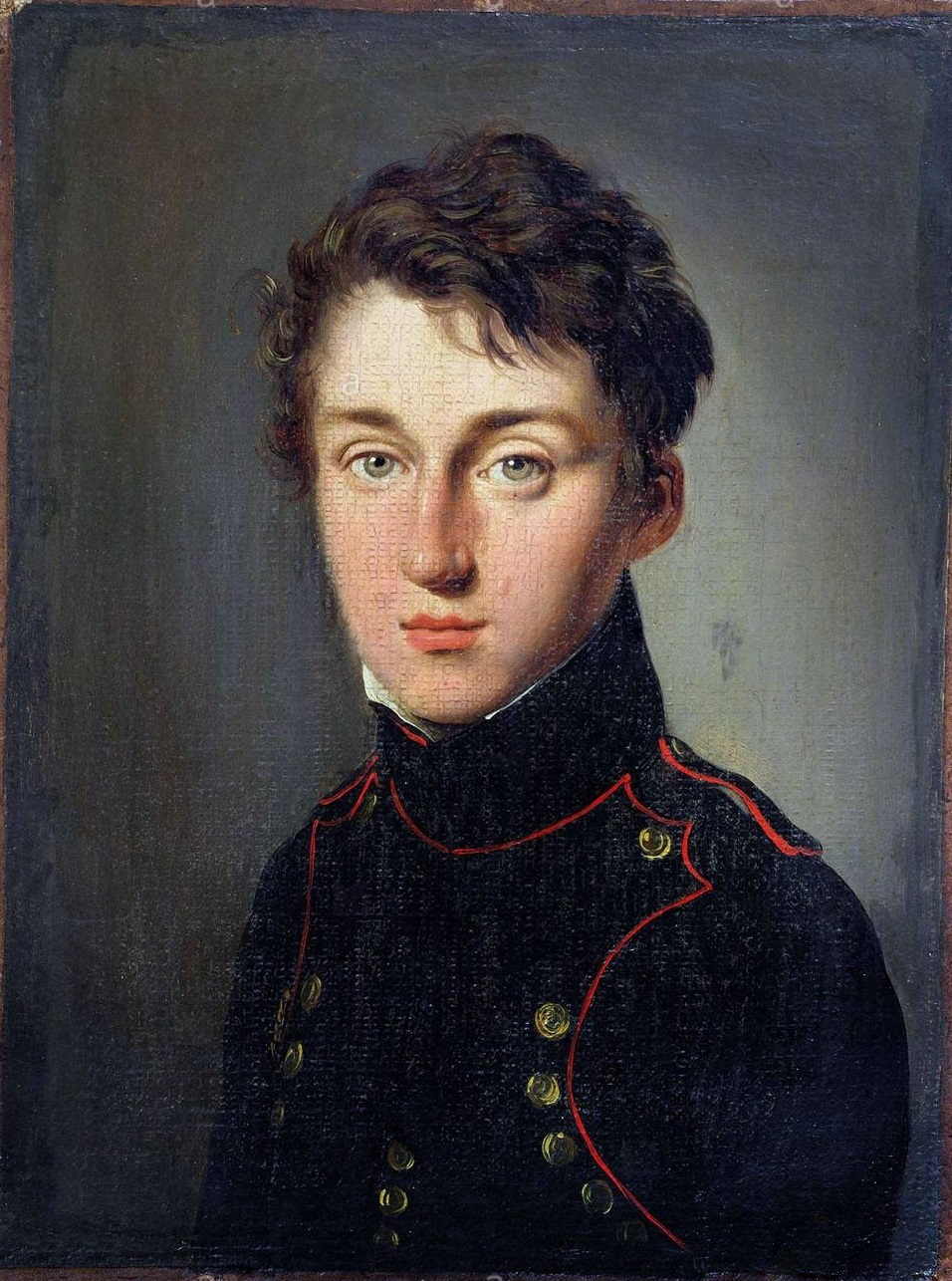
نیکلا سعدی کارنو، پایه‌گذار ترمودینامیک مدرن و ارائه‌دهنده چرخه کارنو.
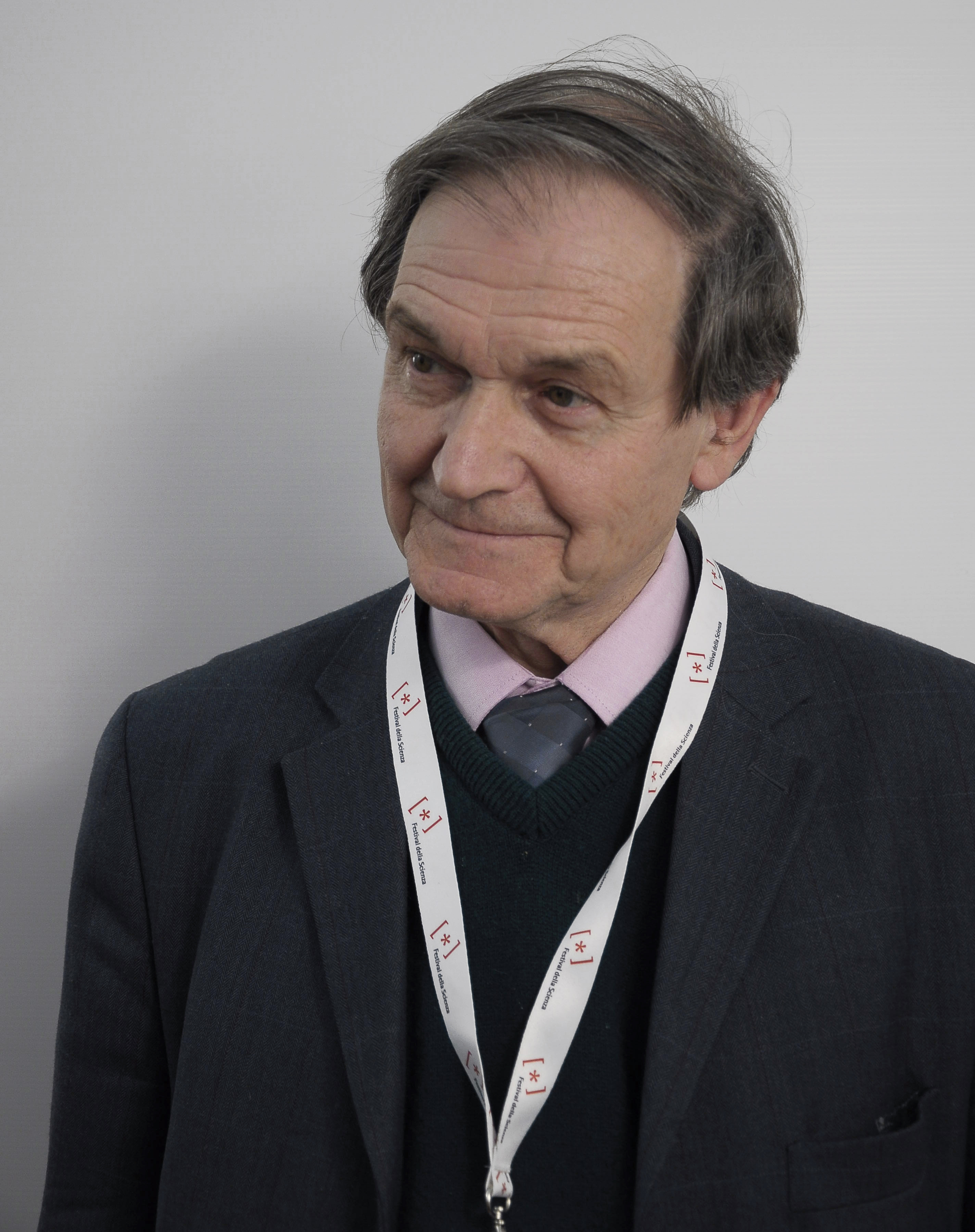
راجر پنروز، اثبات‌کننده قضایای تکینگی در نسبیت عام و هندسه فراکتال.
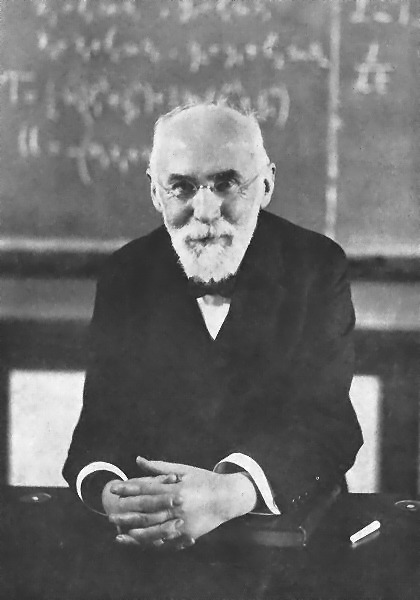
هندریک لورنتز، فرمول‌دهنده تبدیلات نسبیتی و برنده نوبل فیزیک.
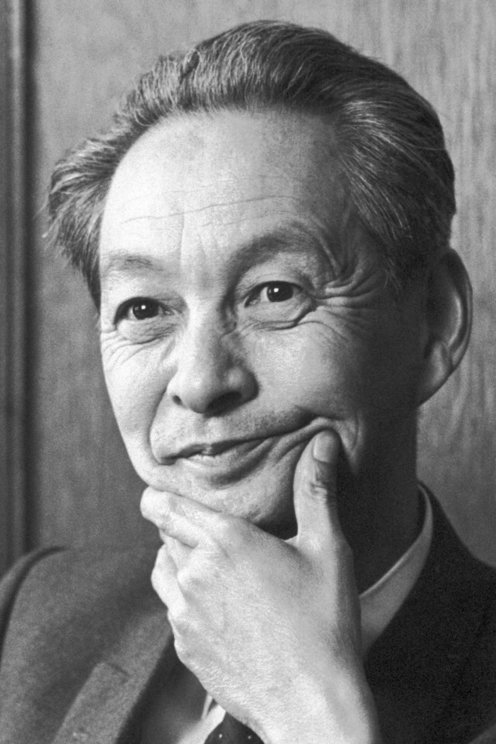
سین‌ایترو تومونوجا، توسعه‌دهنده مستقل الکترودینامیک کوانتومی (QED).
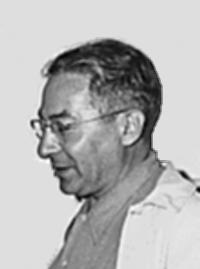
ایزیدور ایزاک رابی، ابداع‌کننده روش تشدید مغناطیسی هسته‌ای (NMR).
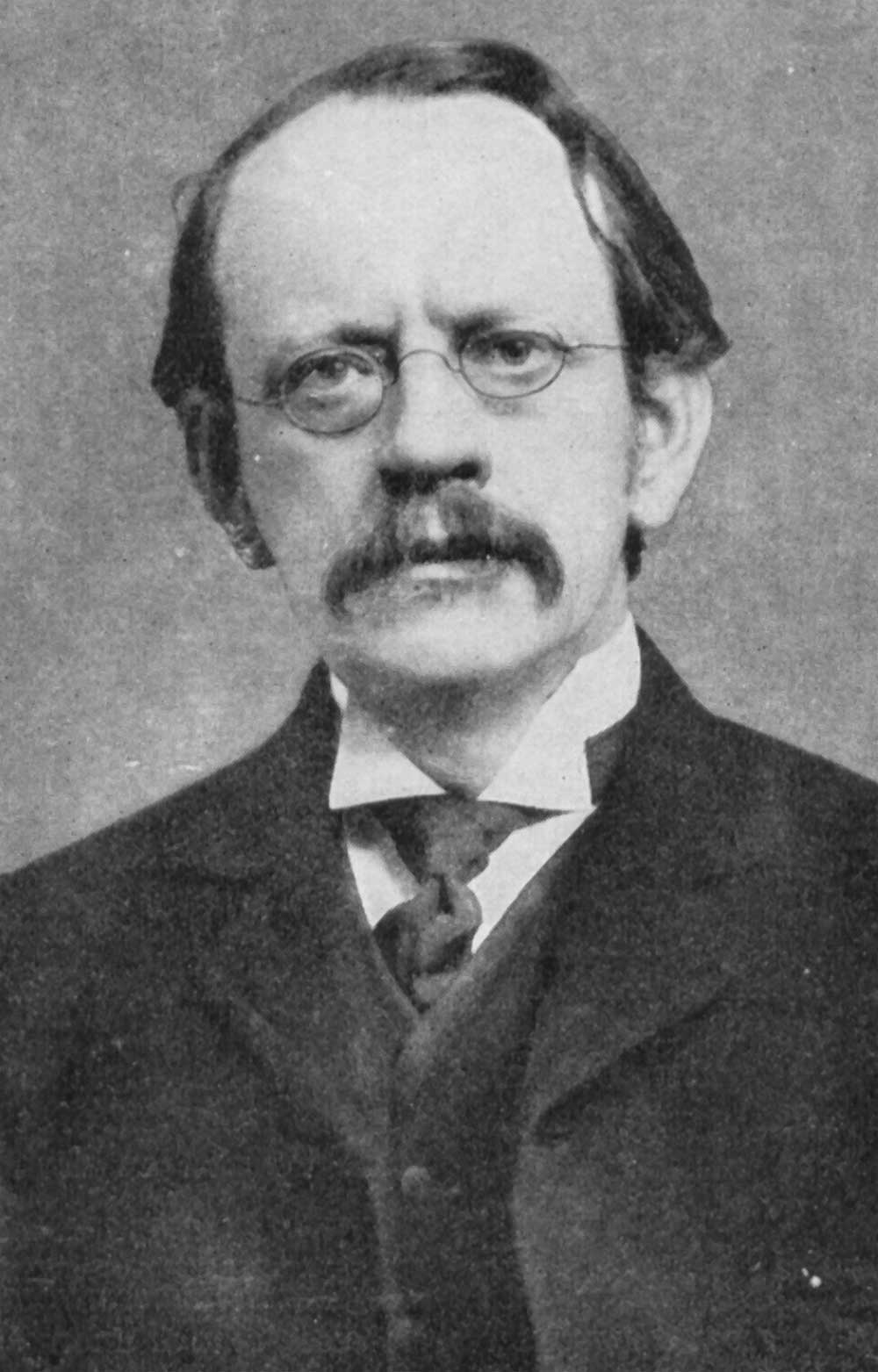
جوزف جان تامسون، کاشف الکترون و ارائه‌دهنده مدل اتمی کیک کشمشی.
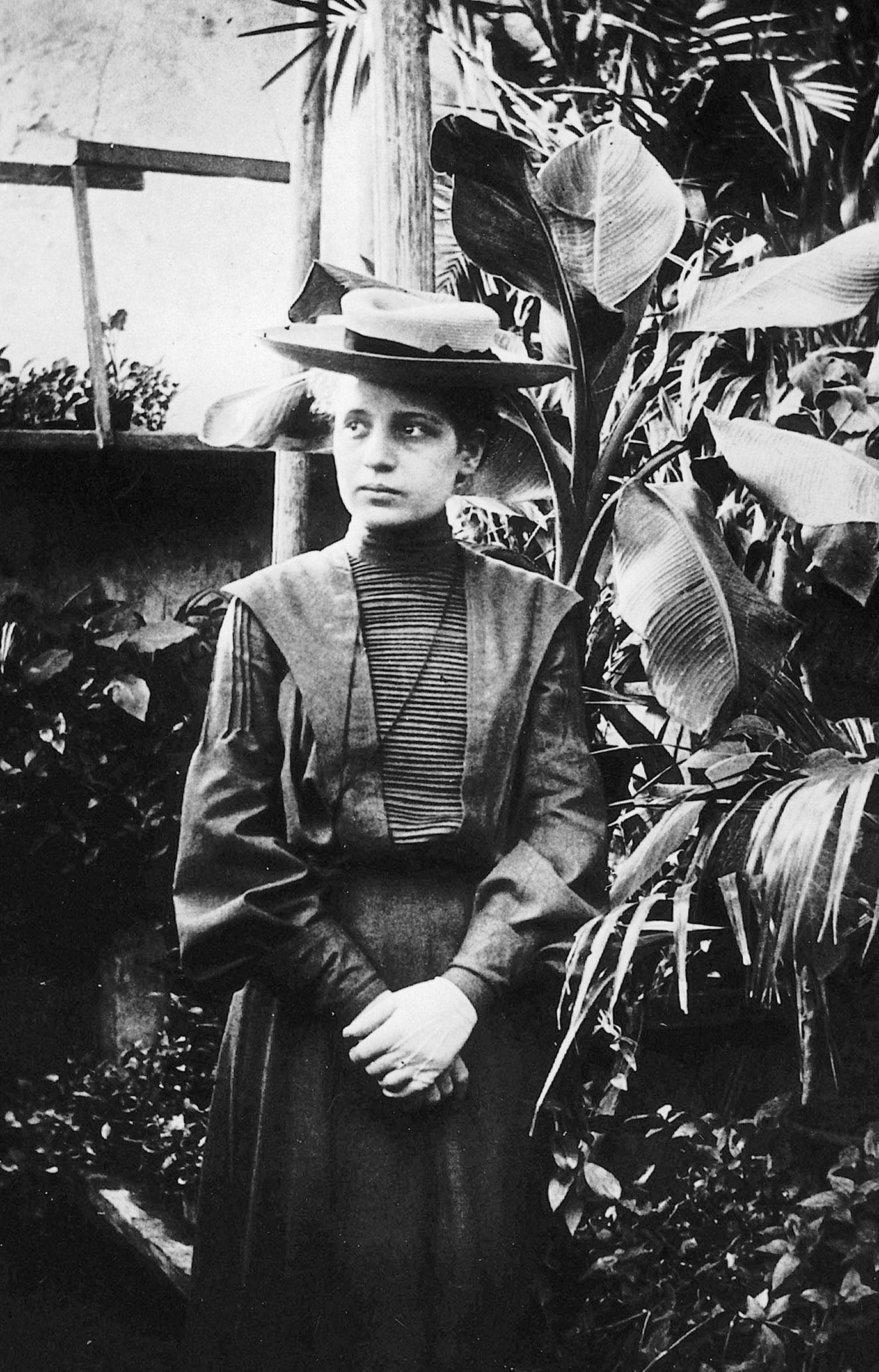
لیزه مایتنر، کاشف فرآیند شکافت هسته‌ای در فیزیک اتمی.
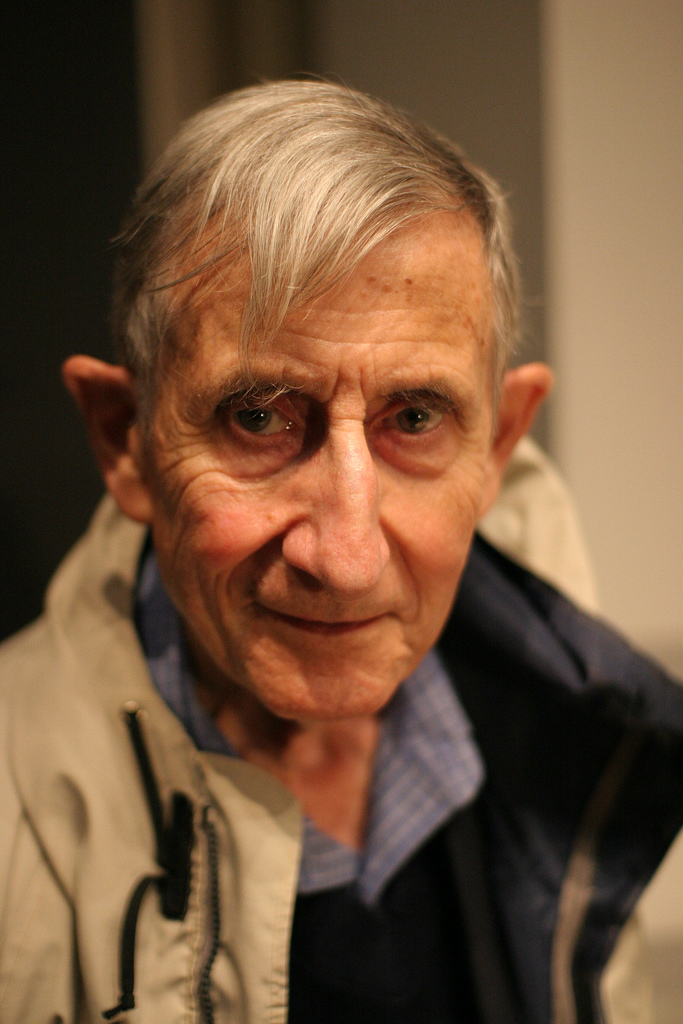
فریمن دیسون، توسعه‌دهنده الکترودینامیک کوانتومی و مطرح‌کننده کره دیسون.
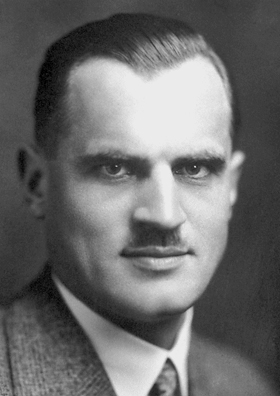
آرتور کامپتون، کاشف تغییر طول موج پرتو ایکس در پراکندگی (اثر کامپتون).